# 부산광역시의 시내버스
부산광역시의 시내버스는 〈여객자동차운수사업법〉과 그 시행령에 의해 주로 부산광역시 일원을 운행하는 시내버스이다. 일부 시내버스는 부산광역시에 인접한 울산광역시 울주군과 경상남도 김해시·거제시·양산시·창원시 지역을 운행하기도 한다. 일반적으로 시내버스라고 하면 일반버스·급행버스·좌석버스·심야버스 모두를 지칭한다.

## 개요
- 업체 : 총 34개 업체
- 노선 : 일반 133개, 좌석 2개, 급행 13개, 심야 14개 노선(2024년 1월 현재)
- 버스 : 상용 2380대 / 예비 137대

## 현황
부산광역시의 시내버스는 준공영제로 운영되고 있다. 34개의 각 운영 업체는 노선을 전담하여 운영하고 있으며, 수입금을 시에서 거두어 나눈다.
한편 요금제는 종별로 동일한 요금을 부과하는 균일요금제로 운영되고 있으며 시내버스 간 환승일 경우 이용한 버스 종류 중 최고 요금만을 지불하는 무료환승제를 시행하고 있다.

## 노선
부산광역시의 시내버스는 일반버스와 급행 ·  좌석버스, 심야버스를 이른다. 각 종류별로 다른 도색이 되어 있으나 심야버스의 경우 일반버스와 급행 ·  좌석버스를 그대로 사용하므로 도색이 기존 노선과 동일하다.

### 번호 체계
- 시내버스
  - 도시형버스 : 2번 ~ 300번 단위[2]
  - 좌석버스 : 58-1, 203
  - 급행버스 : 1000번 단위
  - 광역버스 : 2000번 단위

- 마을버스 : 지역명 + 일련번호(00~)

- 시티투어버스

- 공항리무진버스

### 노선 목록
| 구분     | 노선 |
| -------- | --- |
| 일반     | 2 · 3 · 5-1 · 6 · 7 · 8 · 9 · 10 · 11 · 15 · 16 · 17 · 20 · 22 · 23 · 24 · 26 · 27 · 29 · 30 · 31 · 33 · 33-1 · 36 · 37 · 38 · 39 · 40 · 41 · 42 · 43 · 44 · 46 · 49 · 50 · 51 · 52 · 54 · 55 · 57 · 58 · 58-1 · 58-2 · 59 · 61 · 62 · 63 · 67 · 68 · 70 · 71 · 73 · 77 · 80 · 81 · 82 · 83 · 83-1 · 85 · 86 · 87 · 88 · 88-1 · 90 · 96 · 96-1 · 99 · 100 · 100-1 · 101 · 103 · 105 · 106 · 107 · 108 · 109 · 110 · 110-1 · 111 · 111-1 · 113 · 115 · 115-1 · 121 · 122 · 123 · 124 · 126 · 127 · 128-1 · 129-1 · 131 · 133 · 133-1 · 134 · 138 · 138-1 · 139 · 141 · 144 · 148 · 155 · 160 · 161 · 167 · 168 · 169 · 169-1 · 171 · 172 · 179 · 180 · 181 · 182 · 183 · 184 · 185 · 186 · 187 · 188 · 189 · 189-1 · 190 · 200 · 210 · 300 · 301 · 302 · 307 · 338 · 506 · 508 · 520 · 583 |
| 좌석     | 203 |
| 급행     | 1001 · 1002 · 1003 · 1004 · 2000 (부산) · 3001 · 3002 · 3003 · 3005 · 3006 · 3007 · 3008 |
| 심야     | 2 · 15 · 30 · 51 · 58-1 · 58-2 · 106 · 141 · 183 · 508 · 1000 · 1001 · 1002 · 1003 · 1004 · 3008 |
| 마을     | 강서 · 금정 · 기장 · 남구 · 동구 · 동래 · 부산진 · 북구 · 사상 · 사하 · 서구 · 수영 · 연제 · 영도 · 중구 · 해운대 |
| 시티투어 | 부산시티투어버스 (해운대코스 · 태종대코스 · 을숙도 자연생태코스 · 야경코스 · 역사문화탐방코스 · 해동용궁사코스 · 스카이라인투어) |

### 기타 버스
〈여객자동차운수사업법시행령〉제 3조에 규정된 시내버스 운송사업에는 속하지 않지만, 일반적으로 시내버스의 체계에 포함하는 마을버스와 역시 시내버스에 속하지 않으나 부산광역시의 관광 및 김해국제공항과의 연계 수송에 활용되는 노선은 다음과 같다.
- 마을버스 : 마을버스는 각 주거지역과 주요 교통 결절점을 연결하는 지선 성격의 버스이다. 모든 구, 군에서 운행을 한다. 대부분 소형차량이나 중형차량을 많이 투입하며 강서20번이나 부산대학교 순환버스는 대형차량도 투입된다. 강서구, 기장군 등 일부 지역에서는 간선버스의 역할도 한다. 각 구별 마을버스 문서를 참조하라.

- 공항리무진은 구간 수요가 적더라도 일반도로로 빠르게 이동할 수 있는 구간이나 자동차전용도로를 이용하여 김해국제공항과 부산 시내의 도심과 부도심을 빠르게 연결한다. 공항리무진 1번과 공항리무진 2번이 있다. 교통카드만 사용이 가능하며, 대중교통 환승제에는 포함되지 않는다. 승차권은 공항리무진 매표소에서 구입할 수 있다.
  - 공항리무진 1번(기장 노선)은 반얀트리해운대부산과 김해국제공항을 잇는 노선으로 장산역, 벡스코, 해운대, 신시가지를 경유한다. 운임은 성인은 9,500원, 청소년은 7,600원이며 어린이는 3,500원이고 60~70분 간격으로 운행한다.
  - 공항리무진 2번(부전역 노선)은 부전역과 김해국제공항을 잇는 노선으로 서면, 동의대역, 주례역을 경유한다. 운임은 성인은 7,500원, 청소년은 6,000원이며 어린이는 3,800원이며 60분 간격으로 운행한다.
- 이 외에 시티투어버스가 운행되는데, 부산역을 출발하여 해운대코스, 태종대코스, 스카이라인투어, 역사문화탐방코스, 해동용궁사코스, 을숙도 자연생태코스, 야경코스가 개발되어 있다. 순환형 코스는 KTX 승차권 연계 할인을 하며 테마형 코스는 KTX 연계 할인이 되지 않는다. 해운대코스, 태종대코스는 선착순으로 운행하고 스카이라인투어, 역사문화탐방코스, 해동용궁사코스, 을숙도 자연생태코스, 야경코스는 사전예약이 필요한데, 요금은 부산관광공사 부산시티투어를 참고하라.

### 인접 시·군 노선
| 지역 | 노선 |
| ---- | --- |
| 김해 | 4 · 6 · 8 · 8-1 · 70 · 73 · 220 · 911 · 912 · 913 ·914                                                       |
| 거제 | 2000 (거제)                                                                                                  |
| 양산 | 12 · 16 · 17 · 21 · 23 · 58 · 59 · 60 · 61 · 132 · 1100 · 1200 · 1300 · 1500 · 2100 · 2300 · 법서1 · 법서1-1 |
| 울산 | 515 · 1144 · 1154 · 1214 · 1224 · 울주82                                                                     |
| 창원 | 305 · 352 · 353                                                                                              |

## 운임
부산광역시의 시내버스는 현금과 선불 ·  후불 교통카드로 지불할 수 있다. 예전에 발행되었던 승차권과 토큰의 경우는 현재의 가격보다 낮으므로, 추가 요금을 지불하면 이용할 수 있다.

### 운임과 요금제
요금제는 전 구간 균일요금제로, 이용한 구간에 상관없이 균일한 요금을 부과한다.
다만 환승을 하는 경우에는 이용한 교통수단의 종류에 따라 최고액을 부담한다. 도시철도나 마을버스를 이용하는 경우 환승요금을 추가로 부담해야했었으나 2015년 7월 1일부터 무료 환승 시행으로 없어졌다. 따라서 이용한 교통수단 중 가장 비싼 수단의 요금만 내면 된다.(단, 환승할인이 적용되는 교통수단 수는 3대로, 그 이상 타면 요금을 내야한다.
운임은 현금 운임을 기준으로 교통카드를 이용하는 경우 운임의 일부를 할인한다.
- 일반버스와 심야 일반버스는 카드 이용 시 성인 150원, 심야는 50원, 청소년 100원, 어린이 무료로 할인된다.
- 급행(좌석)버스와 심야 급행(좌석)버스는 카드 이용시 성인, 100원, 청소년 350원 할인된다. 어린이는 무료다.

### 시계외 요금
김해시, 양산시 방향의 노선에 대해 연령에 무관히 입석형 100원, 좌석형 200원을 추가로 징수하던 시계외 구간 요금은 2011년 5월 21일부터 부산광역시, 김해시, 양산시 광역 환승 할인제 도입과 동시에 폐지되었다. 따라서 대부분 부산 차적의 차량은 시계외 요금은 물론 구간요금도 없다.
다만 2014년 1월 24일부터 개통되는 부산 ↔ 거제도 시내버스는 거가대교를 기준으로 2,700원의 시계외 요금을 징수하는데, 부산 ↔ 거제 이동시 운임은 4,500원이 된다.

### 교통카드
교통카드를 이용하는 경우 현금을 먼저 충전한 뒤에 사용하는 선불제 교통카드와 이용한 뒤 요금을 정산하는 후불제 교통카드를 모두 이용할 수 있다. 또한 타 지역에서 사용되는 교통카드도 일부 사용이 가능하다.
- 선불 교통카드는 부산광역시에서 충전과 사용이 가능한 디지털부산카드와 하나로카드를 사용한다. 또한 디지털부산카드를 발급하는 마이비카드사의 다른 지역 교통카드도 충전과 사용이 자유롭다.

- 후불 교통카드는 KB국민카드와 신한, 비씨, 삼성, 현대, 롯데[4], 씨티, 하나카드, 농협카드가 사용된다.
- 마이비카드 -- 구형 마이비 카드는 편의점에서 충전이 되지 않는다고 한다.

- 타 지역 카드는 타 지역의 마이비카드와 수도권에서 사용되는 티머니, 캐시비를 이용할 수 있다[5]. 티머니는 GS25, CU, 미니스톱, 신한은행, 제주은행, 하나은행, 우리은행, 우체국 ATM에서, 캐시비의 경우 세븐일레븐, 롯데마트, 롯데슈퍼, 롯데마트와 세븐일레븐에 비치된 롯데ATM, GS25, CU, 미니스톱, 신한은행, 제주은행, 우리은행, 부산전철무인충전기에서 충전이 가능하다. 탑티머니와 센스패스는 2000번 한정 사용가능하며, 다른 노선에서는 사용할 수 없다.

## 대중교통 환승할인제
부산광역시 시내버스는 대중교통 환승할인제에 포함되어 교통카드를 사용하는 경우에 한해 무료환승, 혹은 환승할인이 적용된다.  2015년 7월 1일부로 환승요금(성인기준 200원)은 폐지되어 가장 높은 교통수단의 요금만 지불하면 된다.
부산광역시의 시내버스와 관련한 환승할인제 유의사항을 살펴보면 다음과 같다.
1. 2회까지 환승이 가능하므로 총 세 번의 승차가 가능하다.
2. 하차 후 30분 이내(일부 노선은 60분)에 승차해야 환승이 적용된다.
3. 도시철도 2구간(10km 이상) 추가운임은 별도로 부담한다.
4. 환승은 교통카드를 사용하는 경우에만 가능하며, 운전기사의 승차단말기 조작이 있는 경우 환승이 불가능하다.
5. 도시철도, 마을버스간 환승요금은 없으며 부산-김해 경전철, 김해.양산버스를 이용할 경우에만 가장 높은 교통수단의 요금과 광역환승요금(성인기준 500원)을 1회만 지불한다.
6. 부산광역시의 일반, 급행, 마을버스와 김해공항리무진간 환승이 불가능하다. 게다가 김해공항리무진은 교통카드 이용이 불가능하다.
7. 2000번은 타 노선에서 환승이 불가능하다.

## 운수 업체
2024년 7월 기준이다.
| 운행업체     | 보유 노선수 | 보유 노선수 | 보유 노선수 | 보유 노선수 | 운행 대수 | 운행 대수 | 운행 대수 | 운행 대수 | 예비 대수 | 예비 대수 | 예비 대수 | 예비 대수 | 노선 번호                                                                          |
| ------------ | ----------- | ----------- | ----------- | ----------- | --------- | --------- | --------- | --------- | --------- | --------- | --------- | --------- | ---------------------------------------------------------------------------------- |
| 운행업체     | 합계        | 일반        | 급행·좌석   | 심야        | 합계      | 일반      | 급행·좌석 | 심야      | 합계      | 일반      | 급행·좌석 | 심야      | 노선 번호                                                                          |
| 국제여객     | 3           | 3           | -           | -           | 48        | 48        | -         | -         | 3         | 3         | -         | -         | 10, 111-1, 210                                                                     |
| 금진여객     | 5           | 4           | 1           | -           | 41        | 39        | 2         | -         | 3         | 3         | -         | -         | 55-1, 55-2, 109, 124, 128-1, 3002                                                  |
| 남부여객     | 8           | 7           | -           | 1           | 61        | 61        | -         | 2         | 4         | 4         | -         | -         | 6, 7, 9, 70, 71, 508, 508(심야)                                                    |
| 대도운수     | 4           | 4           | -           | -           | 72        | 72        | -         | -         | 5         | 5         | -         | -         | 61, 77, 110, 110-1                                                                 |
| 대진여객     | 6           | 6           | -           | -           | 82        | 82        | -         | -         | 4         | 4         | -         | -         | 115-1, 129-1, 187, 189, 189-1                                                      |
| 동남여객     | 5           | 4           | 1           | -           | 87        | 85        | 2         | -         | 4         | 4         | -         | -         | 67, 138, 138-1, 167, 2000                                                          |
| 동원여객     | 7           | 5           | 2           | 1           | 95        | 78        | 17        | 2         | 4         | 3         | 1         | -         | 2, 81, 96-1, 103, 338, 2000, 3001                                                  |
| 동진여객     | 5           | 4           | 1           | -           | 69        | 68        | 1         | -         | -         | -         | -         | -         | 3, 11, 96, 338, 2000                                                               |
| 부산여객     | 7           | 4           | 2           | 2           | 63        | 39        | 24        | 7         | 4         | 3         | 1         | -         | 39, 139, 180, 182, 1003, 1003(심야), 2029                                          |
| 부일여객     | 9           | 4           | 3           | 3           | 75        | 41        | 34        | 6         | 4         | 2         | 2         | -         | 38, 40, 185, 1001, 1001(심야), 1011, 2029, 3006                                    |
| 삼성여객     | 7           | 7           | -           | -           | 121       | 121       | -         | -         | 9         | 9         | -         | -         | 5-1, 43, 54, 86, 87, 115, 506                                                      |
| 삼신교통     | 12          | 8           | 2           | 2           | 126       | 96        | 30        | 7         | 6         | 5         | 1         | -         | 37, 49, 50, 80, 90, 148, 301, 302, 1002, 1002(심야), 3008, 3008(심야)              |
| 삼진여객     | 8           | 6           | 1           | 1           | 102       | 100       | 2         | 2         | 5         | 5         | -         | -         | 15, 15(심야), 59, 111, 121, 126                                                    |
| 삼화피티에스 | 4           | 4           | -           | -           | 100       | 100       | -         | -         | 7         | 7         | -         | -         | 42, 99, 155, 179                                                                   |
| 성원여객     | 4           | 3           | -           | -           | 38        | 38        | -         | -         | 2         | 2         | -         | -         | 122, 123, 127                                                                      |
| 세익여객     | 4           | 3           | -           | 1           | 58        | 58        | -         | 3         | 4         | 4         | -         | -         | 31, 183, 183(심야), 200                                                            |
| 세진여객     | 10          | 8           | -           | 1           | 98        | 98        | -         | 2         | 6         | 6         | -         | -         | 29, 73, 80, 106, 107, 184, 188, 300, 106(심야)                                     |
| 시민여객     | 4           | 4           | -           | -           | 78        | 78        | -         | -         | 5         | 5         | -         | -         | 20, 22, 24, 27                                                                     |
| 신성여객     | 2           | 2           | -           | -           | 41        | 41        | -         | -         | 2         | 2         | -         | -         | 23, 26                                                                             |
| 신한여객     | 11          | 9           | 1           | 1           | 120       | 114       | 6         | 2         | 6         | 6         | -         | -         | 8, 17, 30, 30(심야), 88, 101, 113, 186, 190, 3003                                  |
| 영신여객     | 4           | 4           | -           | -           | 99        | 99        | -         | -         | 3         | 3         | -         | -         | 58-1, 58-1(심야), 161, 171, 172                                                    |
| 오성여객     | 3           | 3           | -           | -           | 43        | 43        | -         | -         | 6         | 6         | -         | -         | 62, 108                                                                            |
| 용화여객     | 4           | 4           | -           | -           | 43        | 43        | -         | -         | 3         | 3         | -         | -         | 16, 41, 83, 83-1, 583                                                              |
| 유한여객     | 4           | 4           | -           | -           | 50        | 50        | -         | -         | 3         | 3         | -         | -         | 82, 85, 88-1, 190                                                                  |
| 일광여객     | 4           | 4           | -           | -           | 64        | 64        | -         | -         | 4         | 4         | -         | -         | 31, 36, 63, 307                                                                    |
| 일신여객     | 4           | 4           | -           | -           | 68        | 68        | -         | -         | 3         | 3         | -         | -         | 44, 52, 115-1, 144                                                                 |
| 창성여객     | 5           | 5           | -           | -           | 74        | 74        | -         | -         | 4         | 4         | -         | -         | 68, 134, 167, 168, 583                                                             |
| 태영버스     | 14          | 6           | 6           | 3           | 67        | 33        | 34        | 6         | 5         | 2         | 3         | -         | 55, 58, 58-2, 58-2(심야), 109, 520, 1004, 1004(심야), 2000, 2029, 3002, 3005, 3007 |
| 태진여객     | 5           | 5           | -           | -           | 80        | 80        | -         | -         | 3         | 3         | -         | -         | 46, 160, 169, 169-1                                                                |
| 학성여객     | 3           | 3           | -           | -           | 37        | 37        | -         | -         | 3         | 3         | -         | -         | 57, 83-1, 105                                                                      |
| 한창여객     | 2           | 2           | -           | -           | 63        | 63        | -         | -         | 3         | 3         | -         | -         | 33, 33-1, 133, 133-1                                                               |
| 해동여객     | 7           | 4           | 1           | 2           | 72        | 68        | 4         | 8         | 3         | 2         | 1         | -         | 100, 100-1, 141, 141(심야), 181, 3006                                              |
| 화신여객     | 4           | 3           | -           | 1           | 53        | 53        | -         | 2         | 5         | 5         | -         | -         | 51, 51(심야), 131, 300                                                             |

## 차량 정보

### 도색

신성여객의 차고지 (2006년 12월)

- 1969년에 도입된 부산직할시 도시형버스도색은 상아색/어두운 초록색 라인의 도색을 2000년까지 사용하였다.
- 1978년 부산직할시 좌석 도색은 동원여객의 일부 차량을 제외하면 상아색 바탕에 주황색 라인, 패널바디 차량의 경우는 차량의 스커트판넬 부분이 전부 어두운초록색이다.
- 이 도색은 전국적으로도 상당히 장수한 도색으로 알려져 있으며 2009년 중후반까지 생존해 있었다.[8]
- 마을버스의 경우는 예전에는 일반버스 구도색과 동일한 도색을 적용했으나 1990년대 중후반 위쪽라인을 노란색으로 바꾸었다(당시 운행하던 차량들의 대부분은 노란색을 위에 덧대어서 광고판을 뜯은 자리에는 예전처럼 녹색인 경우도 있었다).
- 2000년 초중반 파란색/주황색의 도색으로 바꾸었다.
- 타 시에는 무냉방 차량을 신도색으로 도색하는 일이 상당히 많았으나 유독 부산의 경우는 태화교통의 극소수 일부차량을 제외하고는 무냉방 차량에 신도색을 적용한 일이 없다.
- 지금은 마을버스에 대해 2012년도 신차부터 새 도색을 적용하고 있고, 신도색은 연두색/녹색라인의 도색을 적용하고 있다.
- 2016년 시내버스의 도색이 변경되었다.

■ 일반 도시형버스는 시내의 주요한 교통 결절점을 연결하는 버스의 종류로, 이동하는 구간의 대부분을 정차하도록 되어 있다. 파란색 바탕에 하얀색이 일부 찍혀 있다.
■ 좌석버스는 장유, 진해(청안동), 금정산성 지역에서  운행하는 버스로 2014년 7월 현재 3개 노선이 운행되고 있다. 수요는 적은 편이며 일반 버스에 비해 배차 간격이 뜸한 편이다.
■ 급행버스는 도심과 부도심을 빠르게 연결하는 버스의 종류로, 이동하는 구간의 정류장을 선택적으로 정차한다. 흰색을 포함한 주황색의 도색으로 칠해져 있고 일반버스에 비해 배차 간격이 조밀한 편이다.
■ 심야버스는 밤 10시 이후에 운행되는 버스의 종류이다. 급행버스와 일반버스 일부 노선이 밤 10시 이후에는 심야노선으로 운행되며 급행버스의 경우(심야 1001번, 심야 1008번, 심야 1010번제외) 전 정류장을 정차하고 요금이 급행버스와 일반버스에 비해 높게 부과된다. 주간노선과 야간노선이 판이한 경우가 일부 있으므로 주의해야한다.

### 안내 방송
부산광역시 버스의 안내방송은 보이스웨어라는 TTS방식으로 이루어진다. 억양이 올바르지 않고 발음이 부정확한점이 비판의 대상에 올라있다. 영어안내방송 또한 보이스웨어로 방송된다. 울산광역시의 시내버스, 창원시의 시내버스, 양산시의 시내버스에서도 부산과 동일한 형식의 안내방송을 사용하고 있다.
마을버스에도 일부 노선에 한해 안내방송이 사용된다. 최초로 사용된 노선은 북구 3번이고 현재 사용중인 노선중 가장 먼저 안내방송을 사용한 노선은 금정 6번이다.

### LED 전광판
2008년 부산광역시의 버스 앞면의 행선판에 최초로 LED전광판이 1기전광판이 적용되었다. 그 후, 일부 노선에만 적용시키던 LED전광판을 2009년 말, 2기 전광판을 모든 노선에 설치하였다. 기존 1기 전광판은 한글과 영어만 나오는 반면에, 2기 전광판에는 한글과 영어는 물론 중국어와 일본어 서비스까지 제공되며, 현재 부산광역시 소속 전 시내버스가 LED전광판을 설치하였다(한정면허인 203번은 설치 해야 할 의무가 없기 때문에 현재 없다).
또한 현재 부산시내버스의 LED 표출형식이 변경되고 있다. 기존에는 주요 정차 정류장 다음 Dynamic Busan과 노선번호가 바로 뜨는 형식이였으나 주요 정차 정류장 다음 Dynamic Busan과 노선 번호를 슬라이드 형식으로 변경하였다.
2019년부터 LED 전광판을 싸인텔레콤과 비슷한 방식으로 조금씩 교체가 되어가고 있다.

## 사진

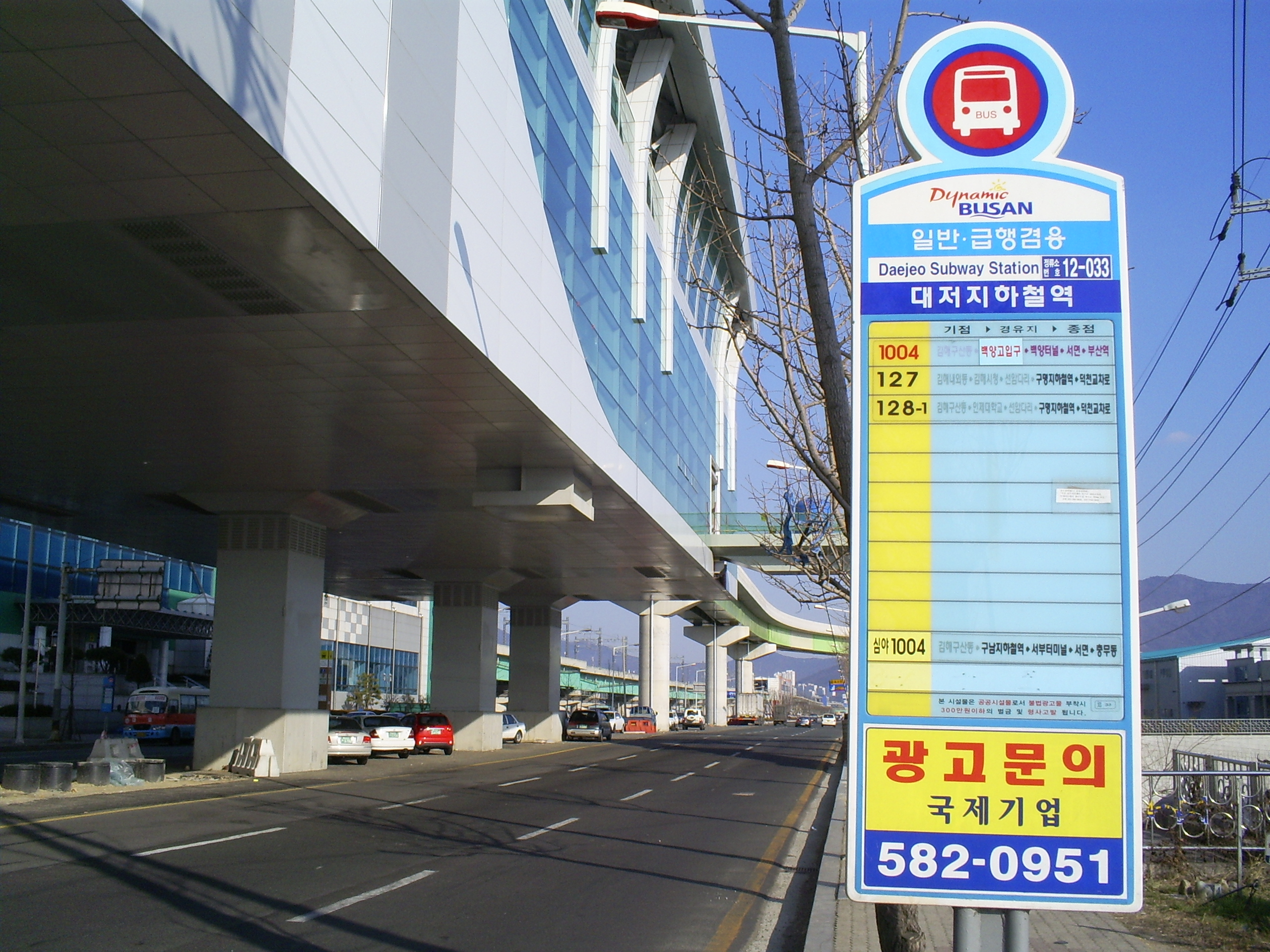
정류장 표지판 (대저역 앞)
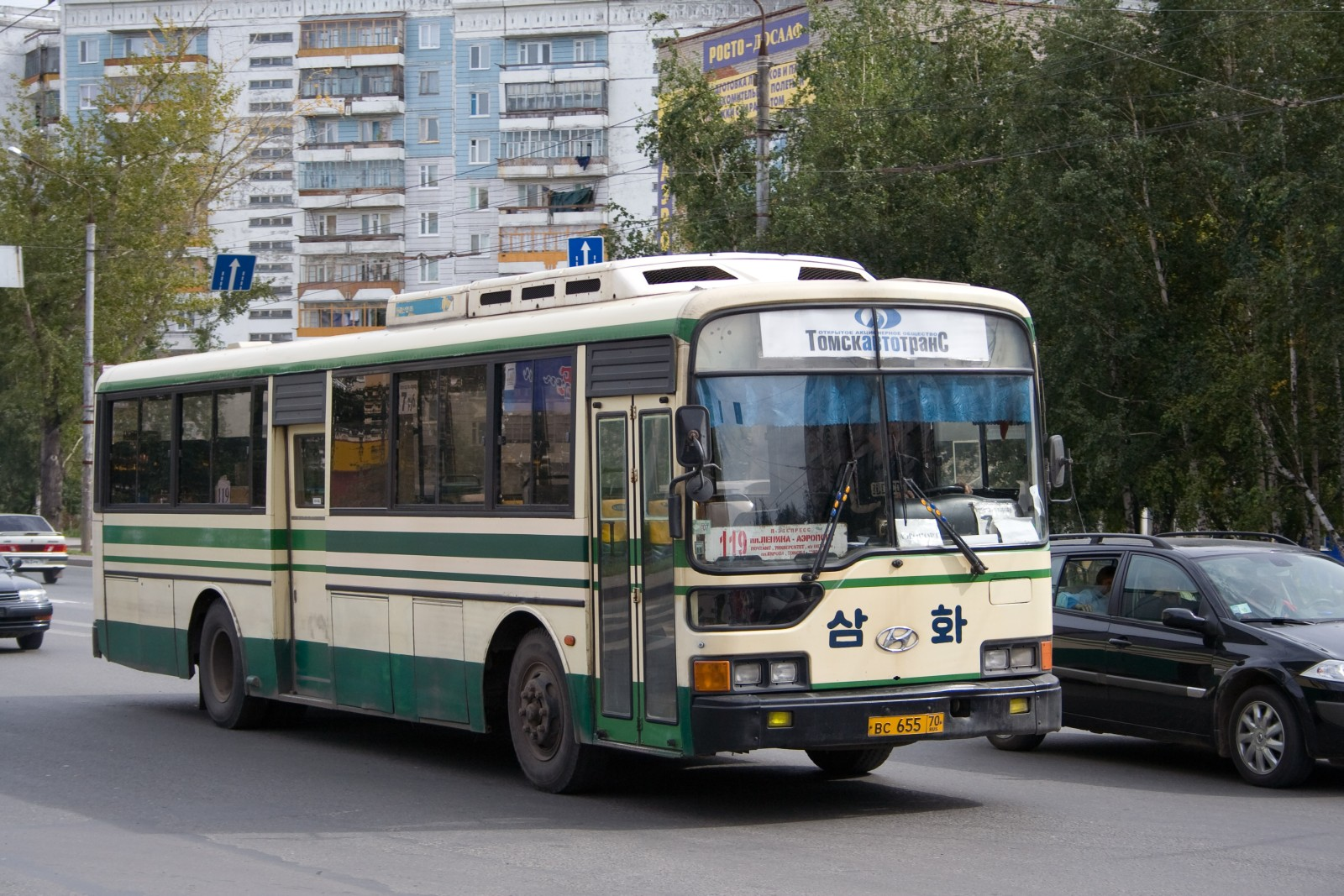
러시아에서 운행중인 옛 시내버스(삼화여객)
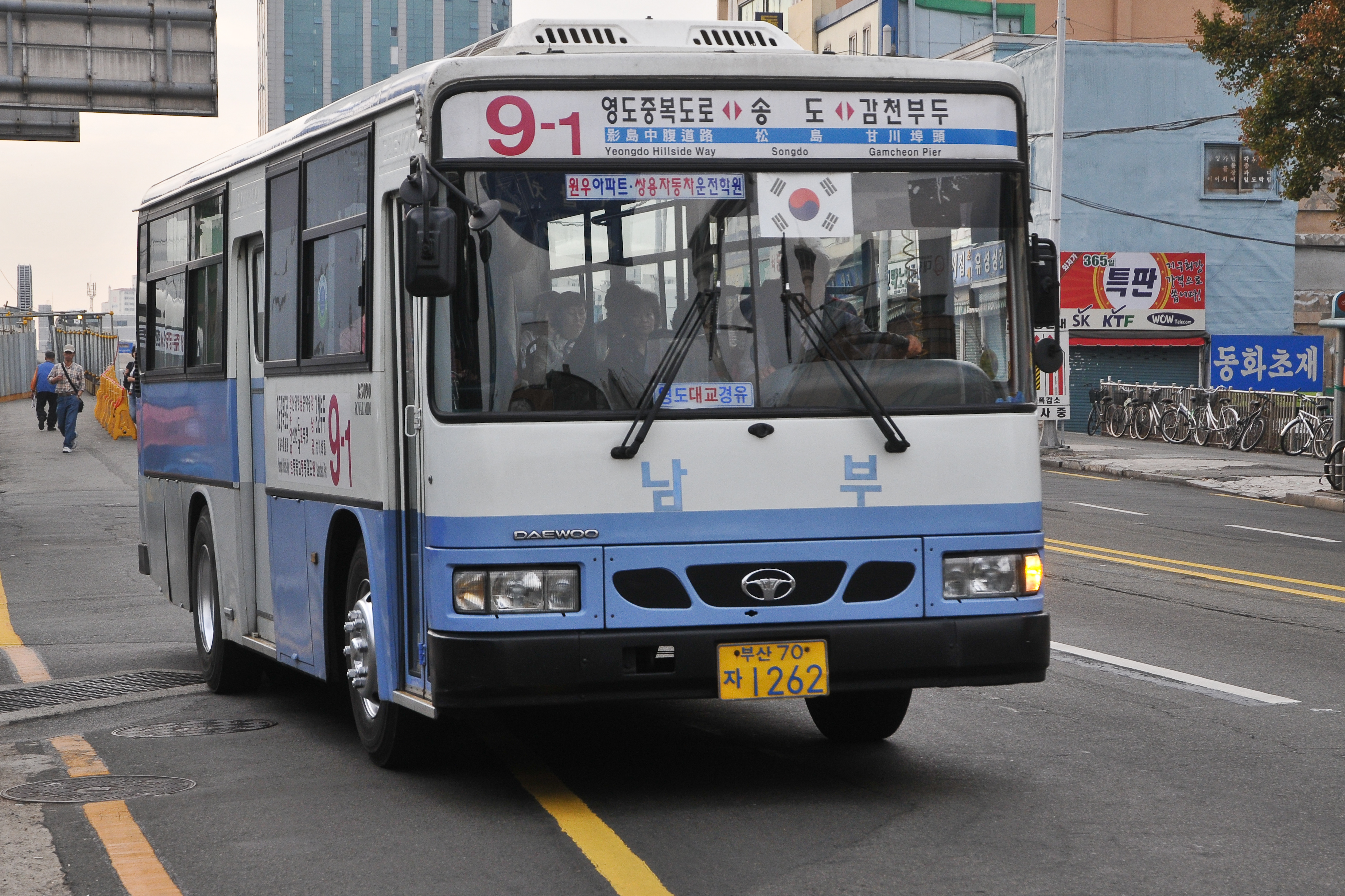
부산시내버스 9-1번
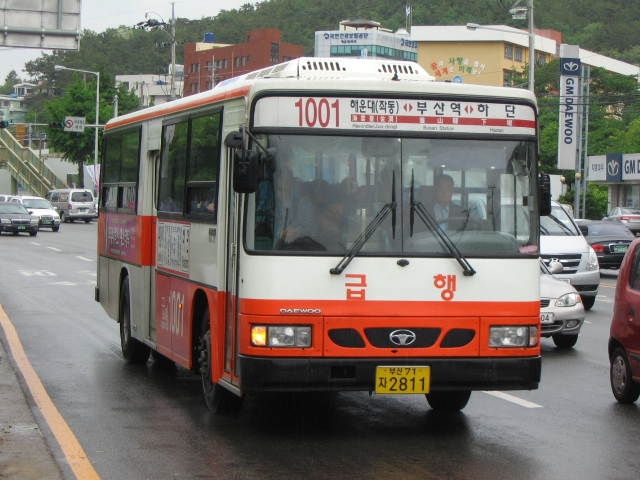
부산시내버스 1001번 (현재 기장 청강리공영차고지로 연장 운행, 현재 로얄시티 차종은 대차됨)
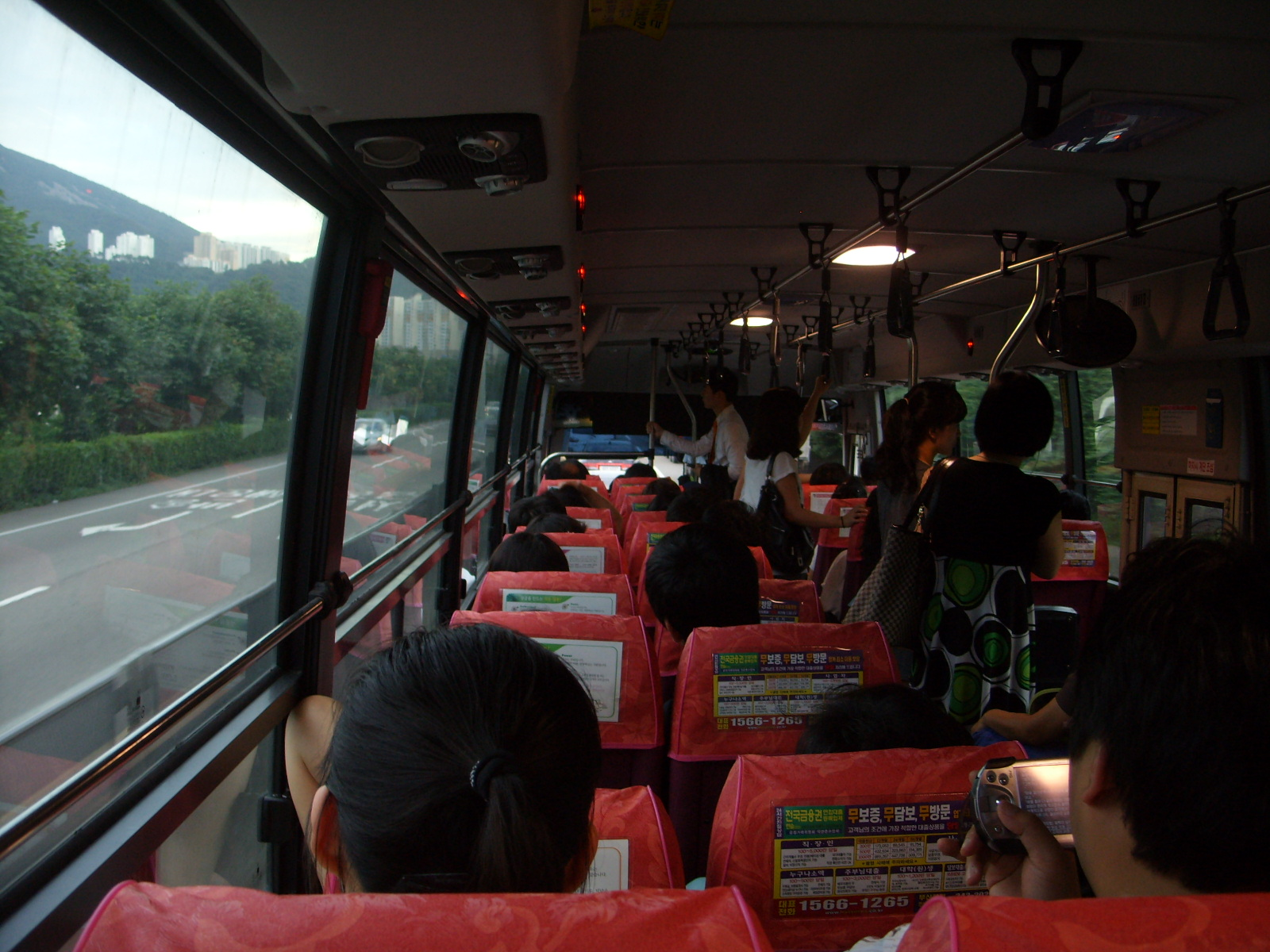
세진여객 1007번 유니버스 엘레강스 내부(현재 107번으로 변경됨)
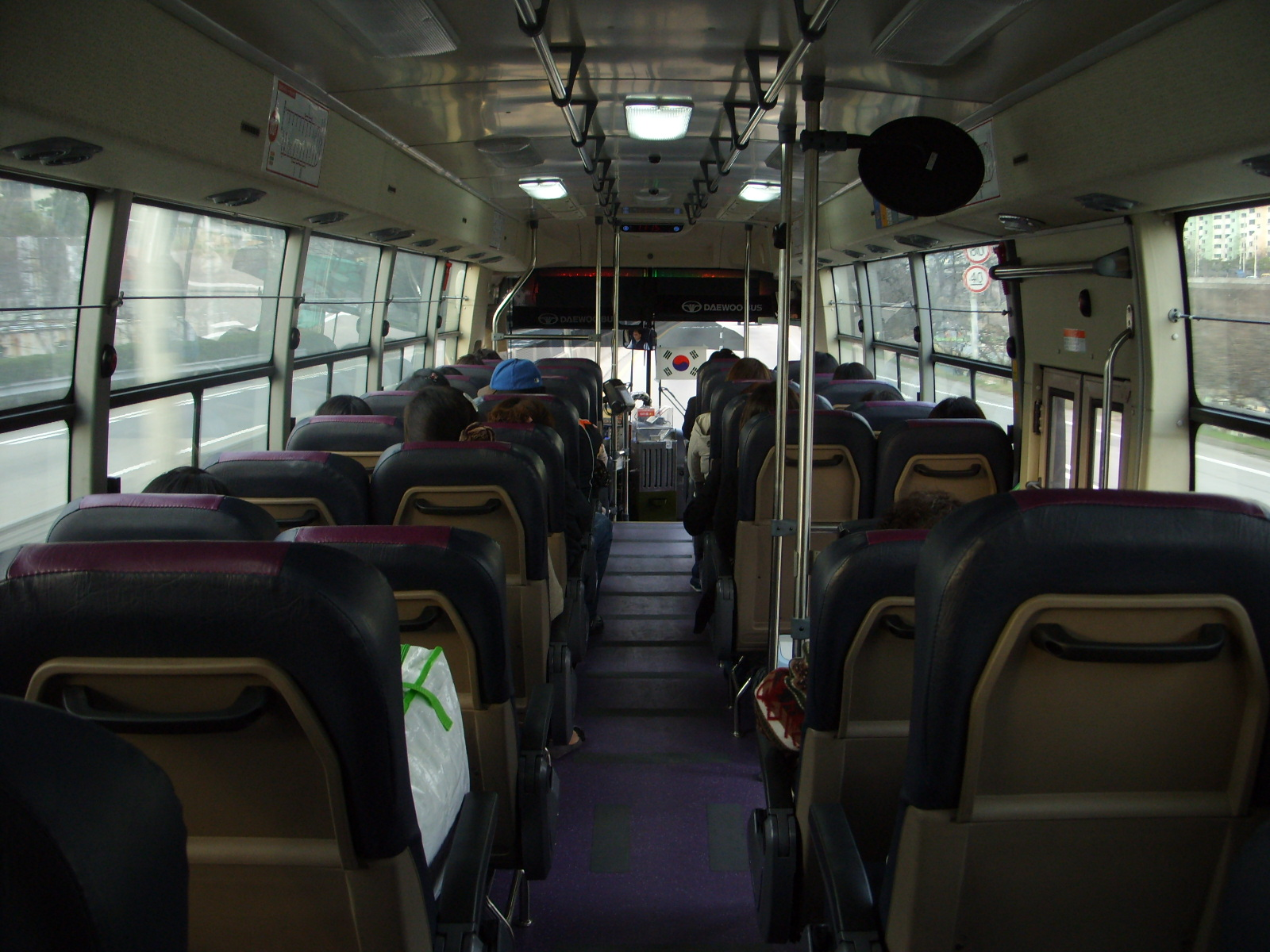
도시고속도로를 달리고 있는 부산시내버스 1007번 FX116의 실내(현재 107번으로 변경됨)
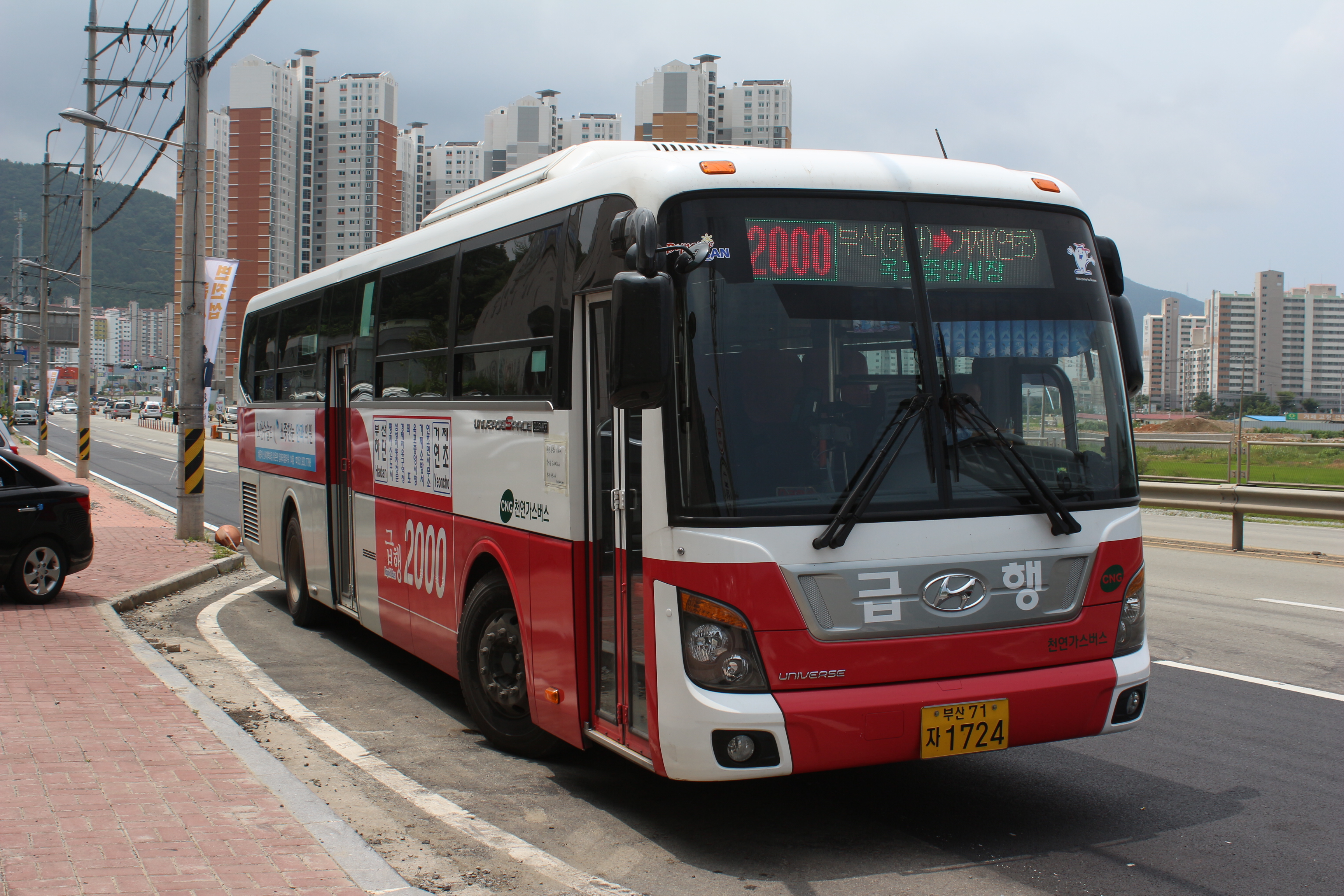
부산시내버스 2000번
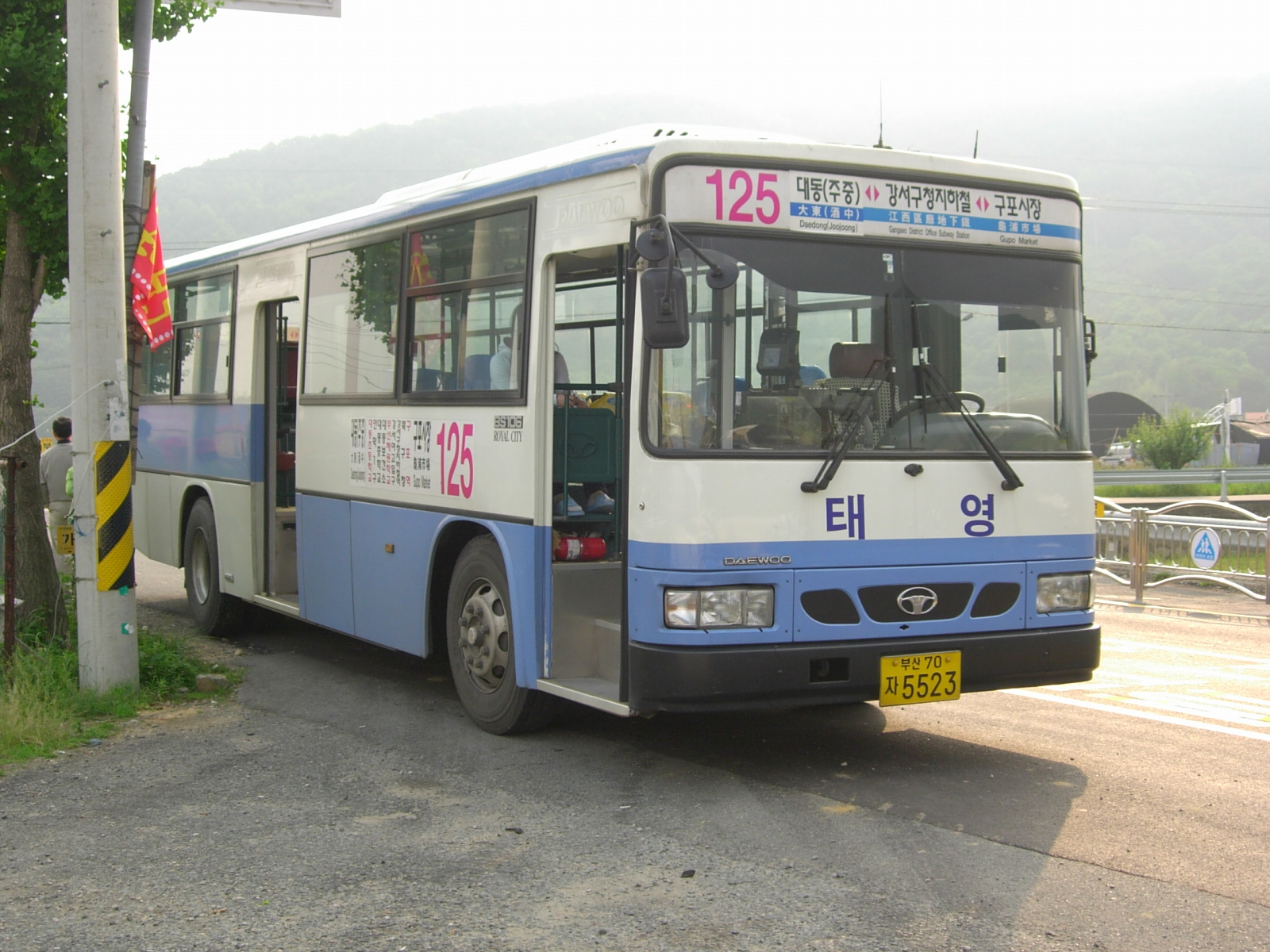
부산시내버스125번
부산역에 있는 안내표시기
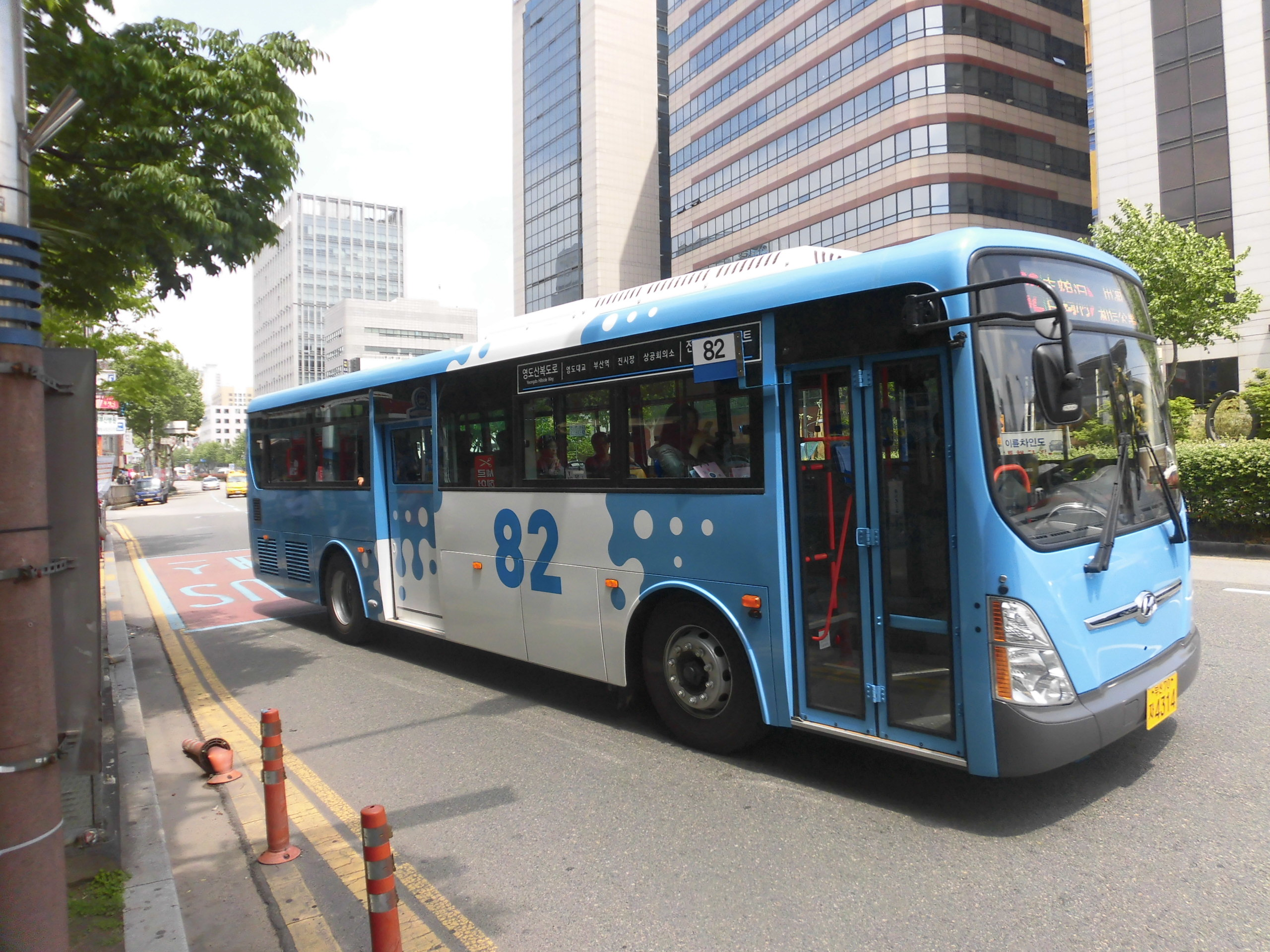
부산시내버스 82번 (2016년 변경)
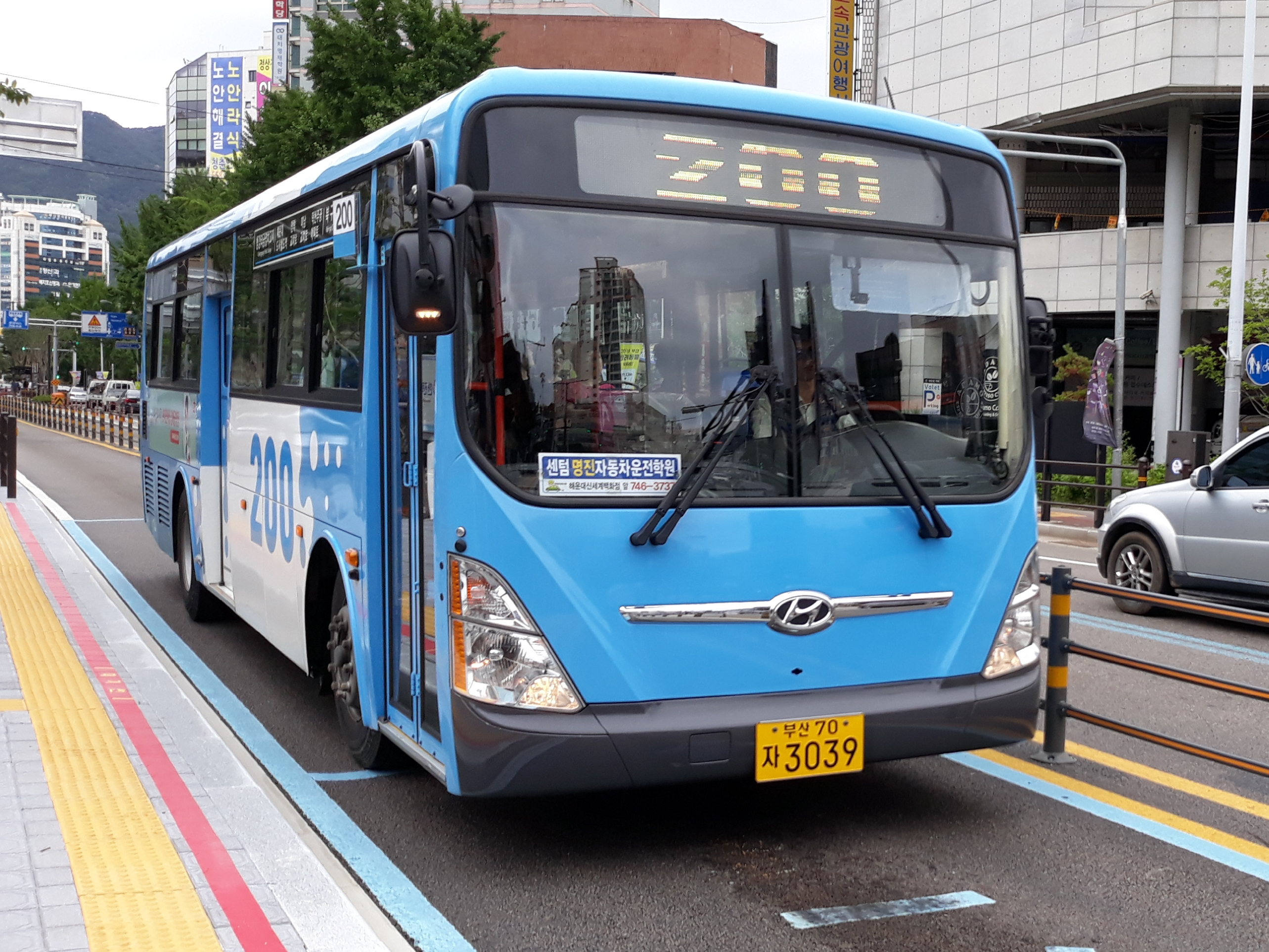
부산버스 200번
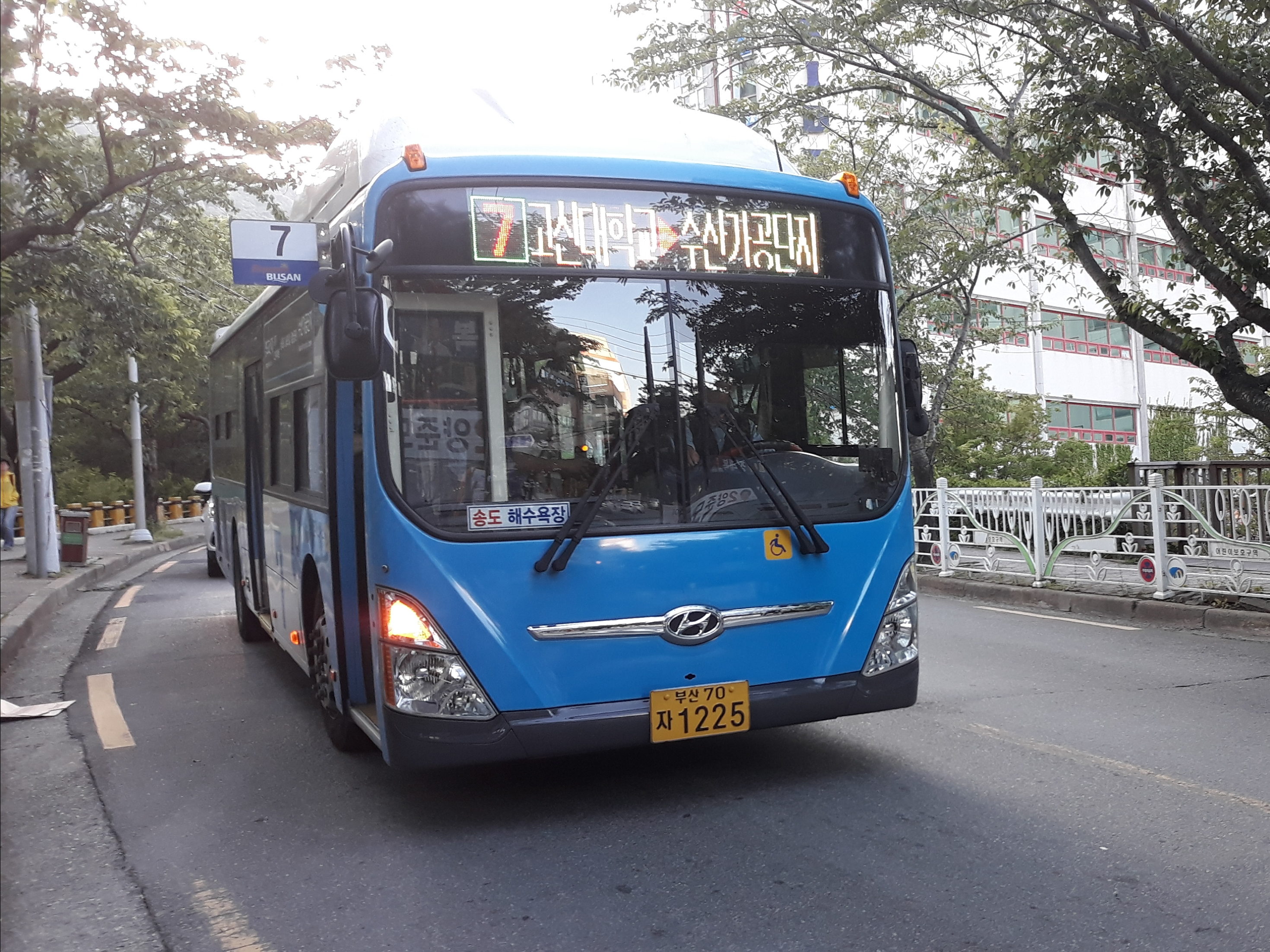
부산버스7번
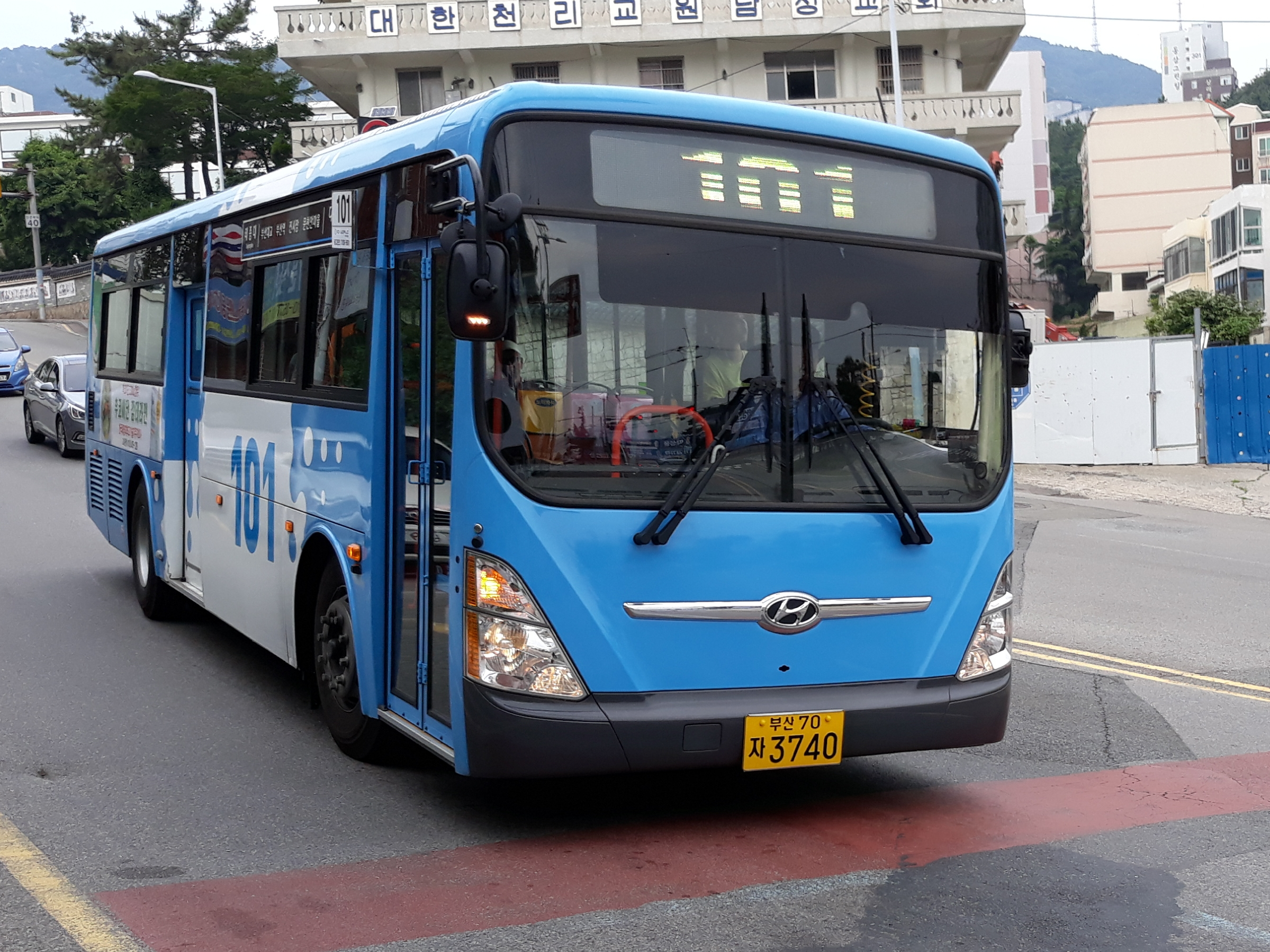
부산버스 101번
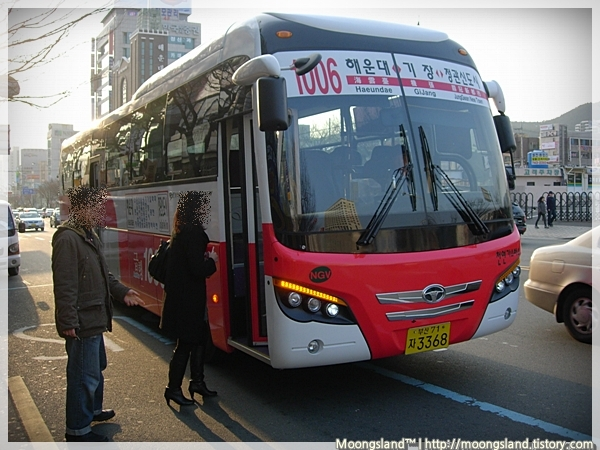
부산 직행좌석버스 1006번
부산 직행좌석버스 1001번
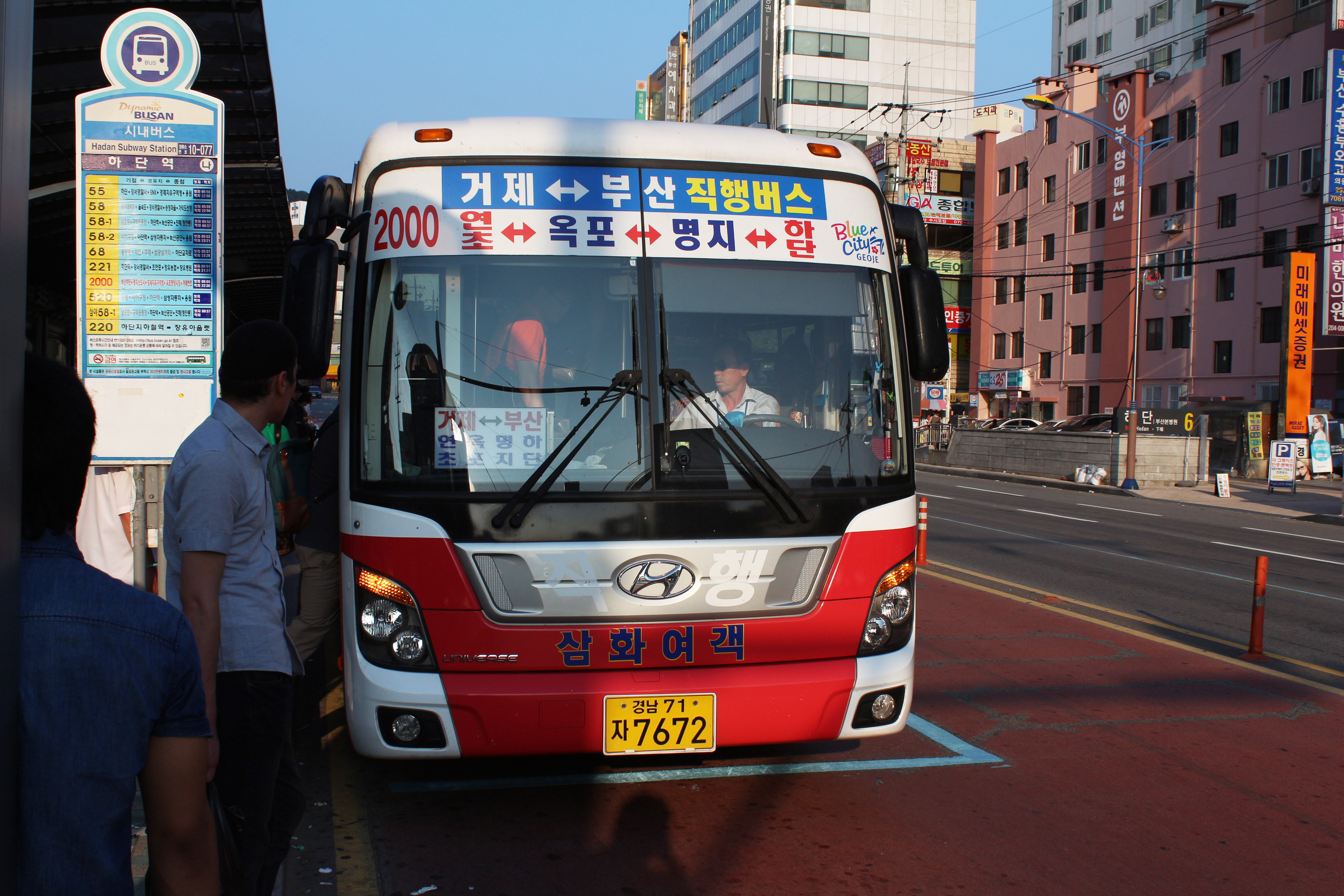
부산-거제 직행좌석버스 2000번
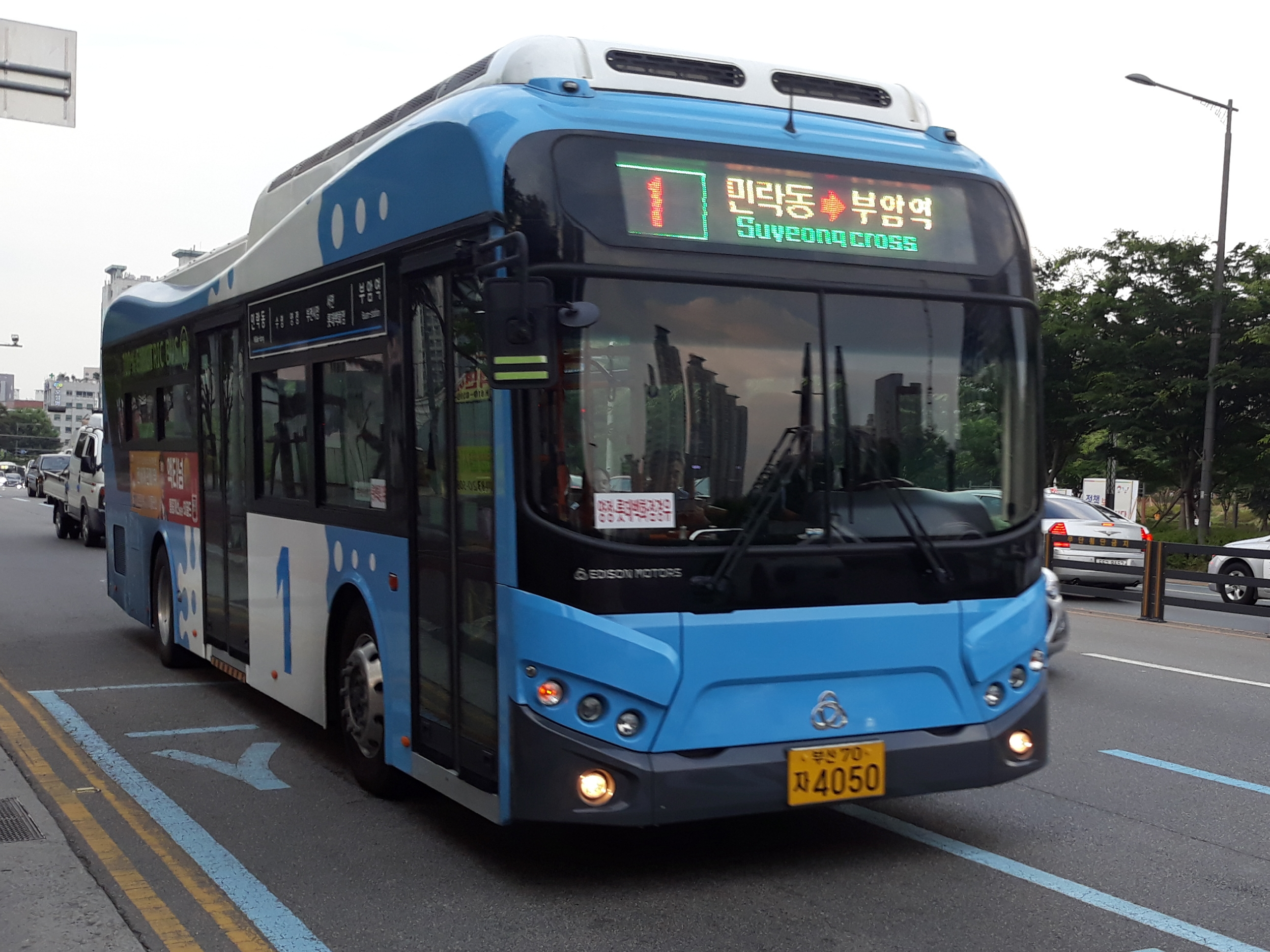
에디슨 화이버드 전기버스 사양의 부산시내버스 1번
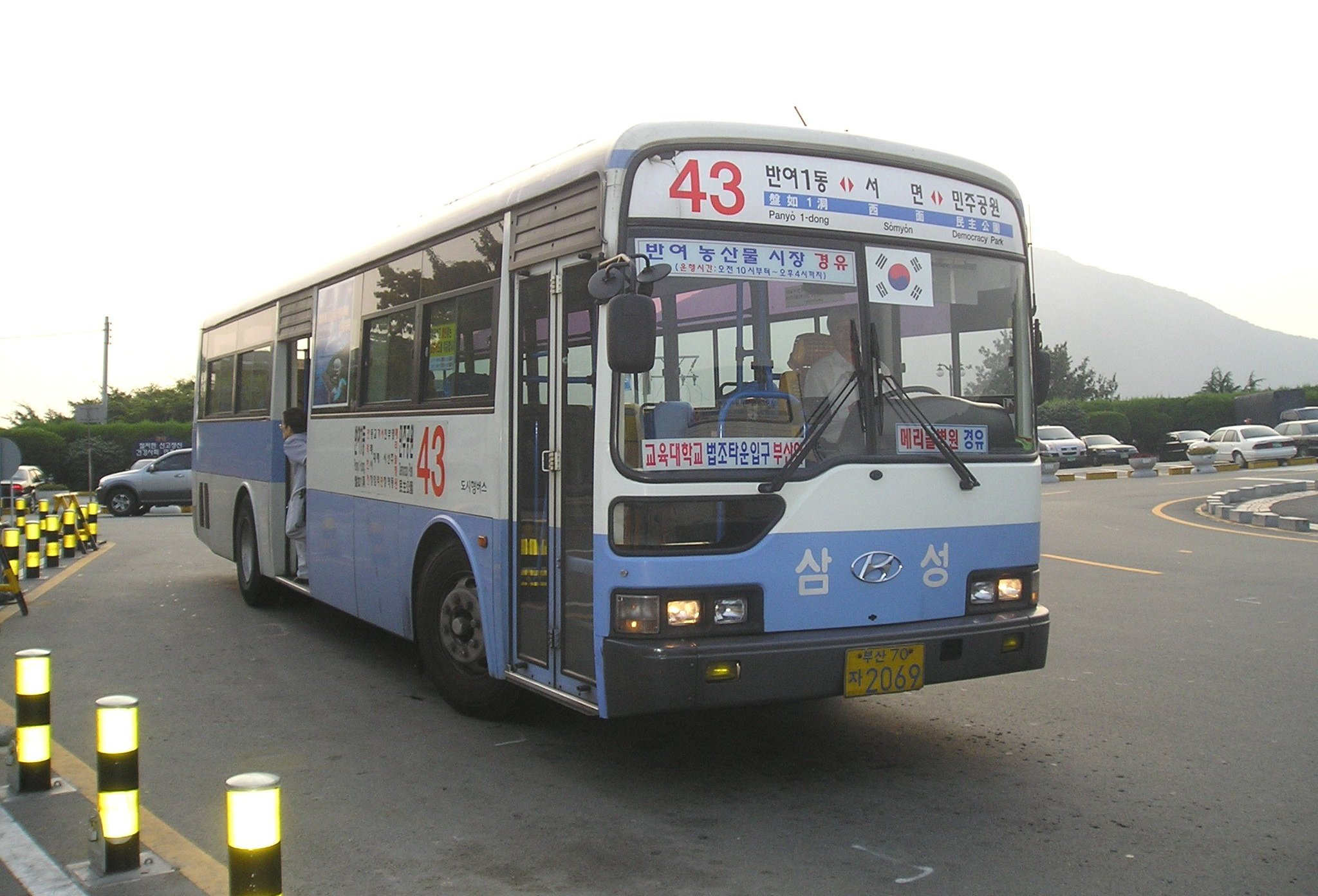
부산시내버스 43번
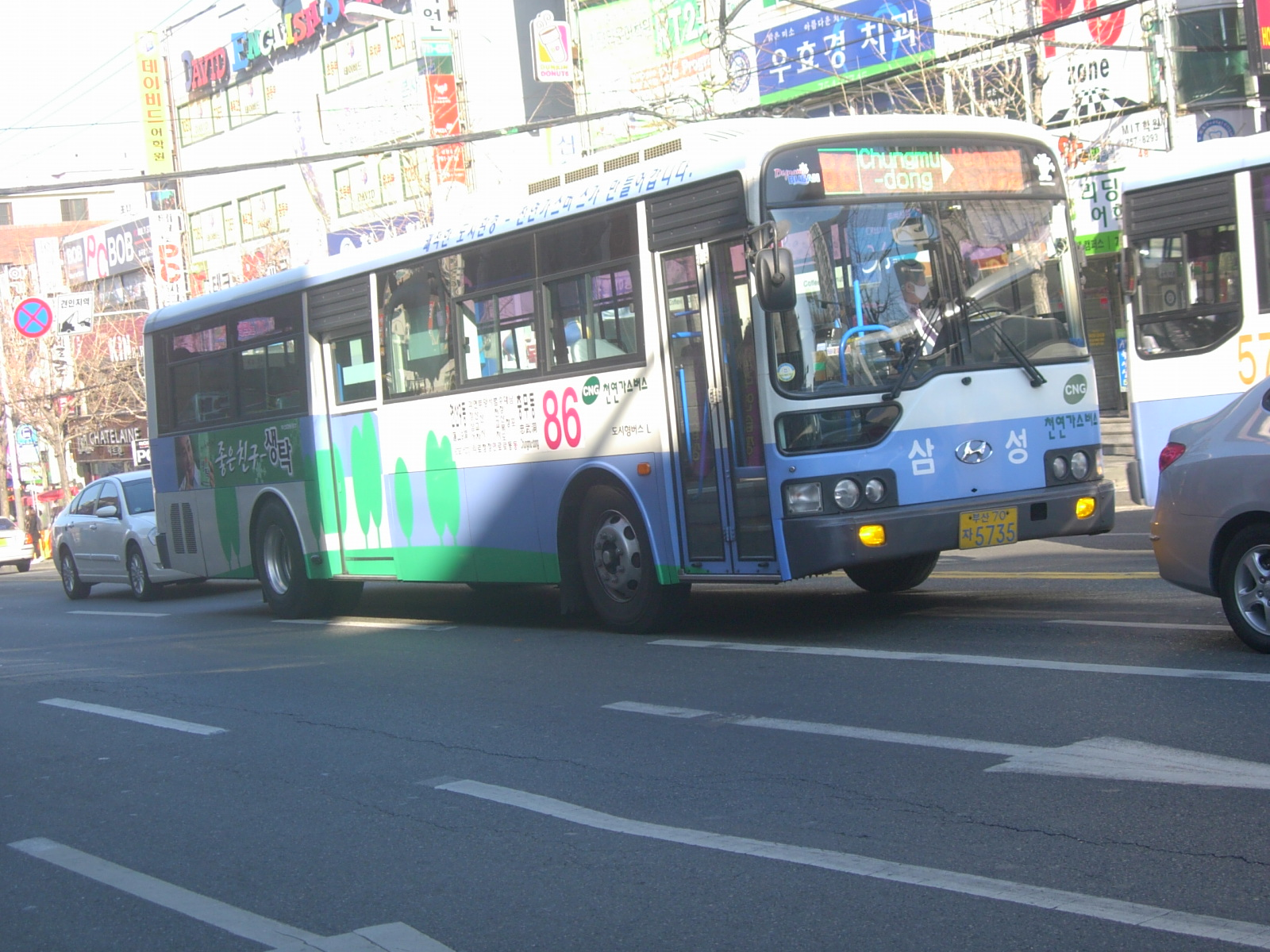
부산시내버스 86번
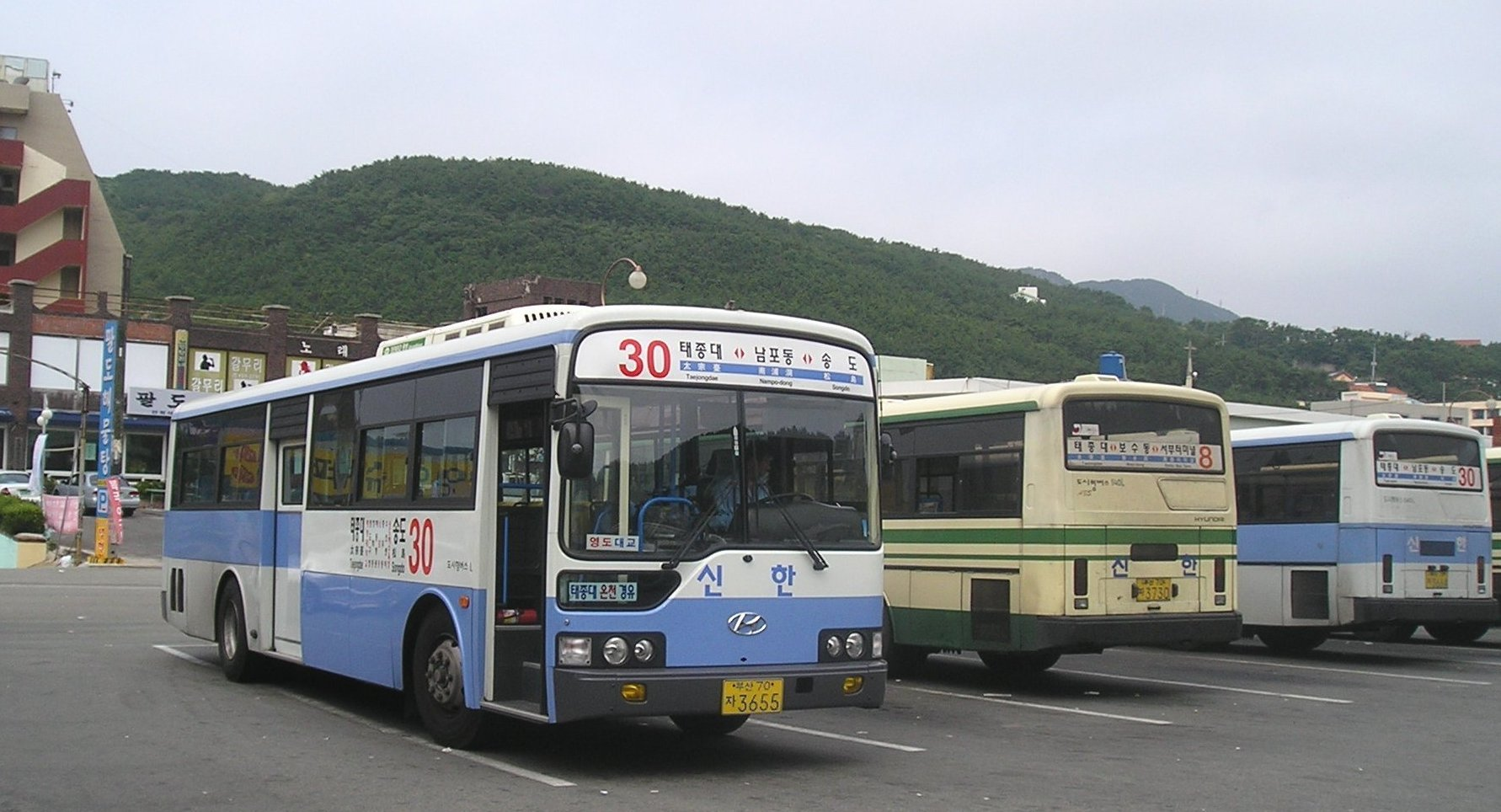
부산시내버스 30번
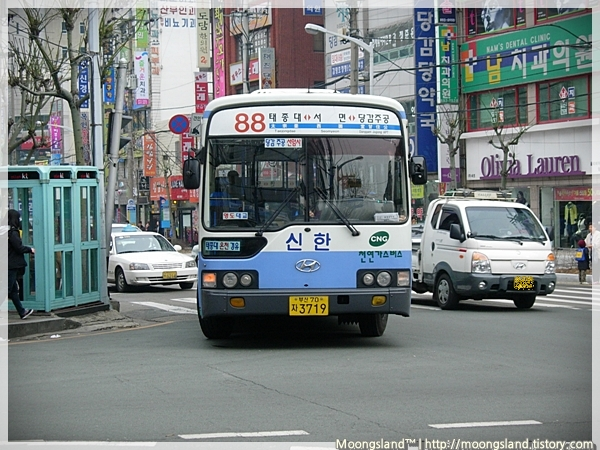
부산시내버스 88번
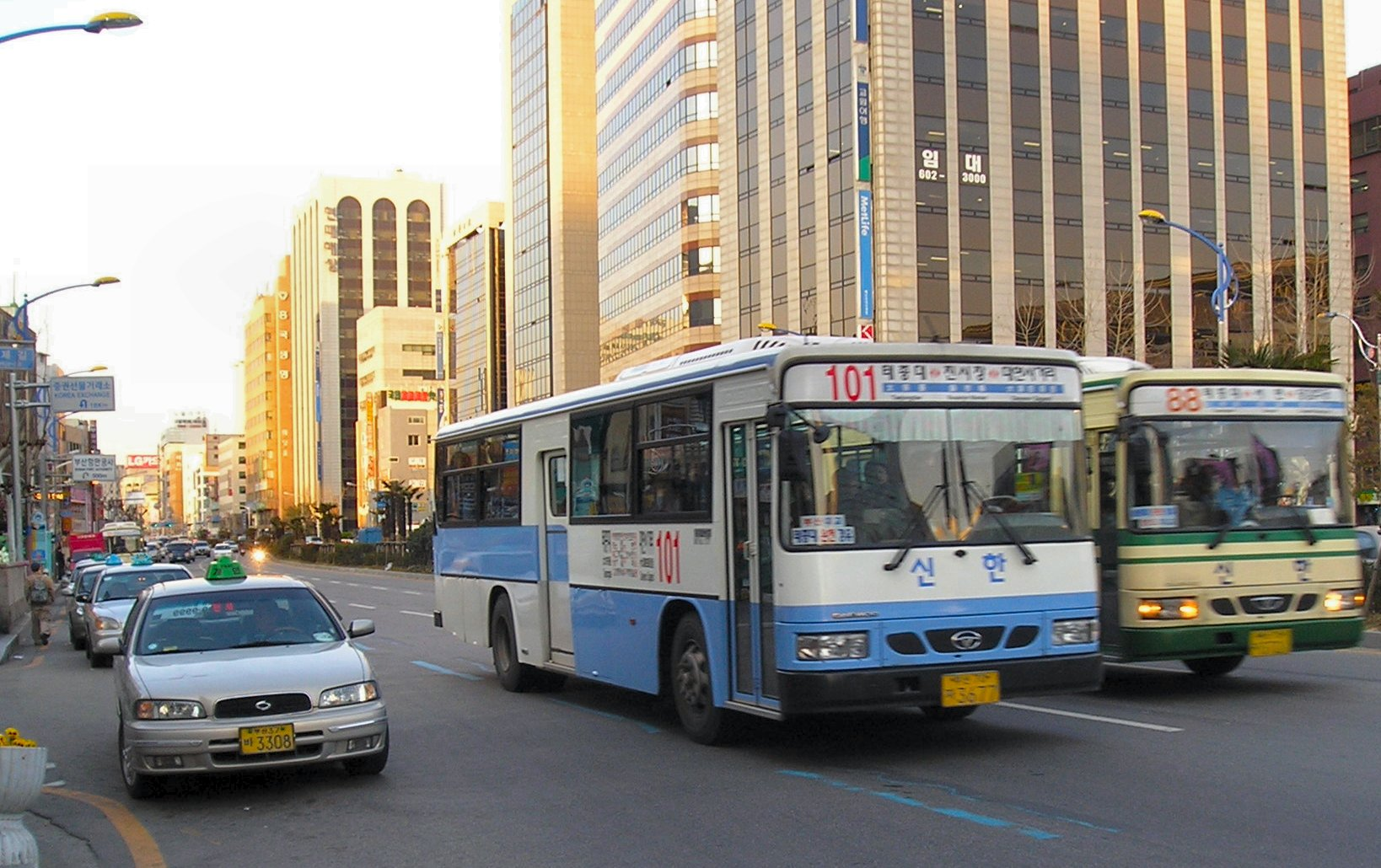
부산시내버스 101번 왼쪽에는 신도색인 101번 버스가, 오른쪽에는 구도색을 입힌 부산시내버스 88번이다.
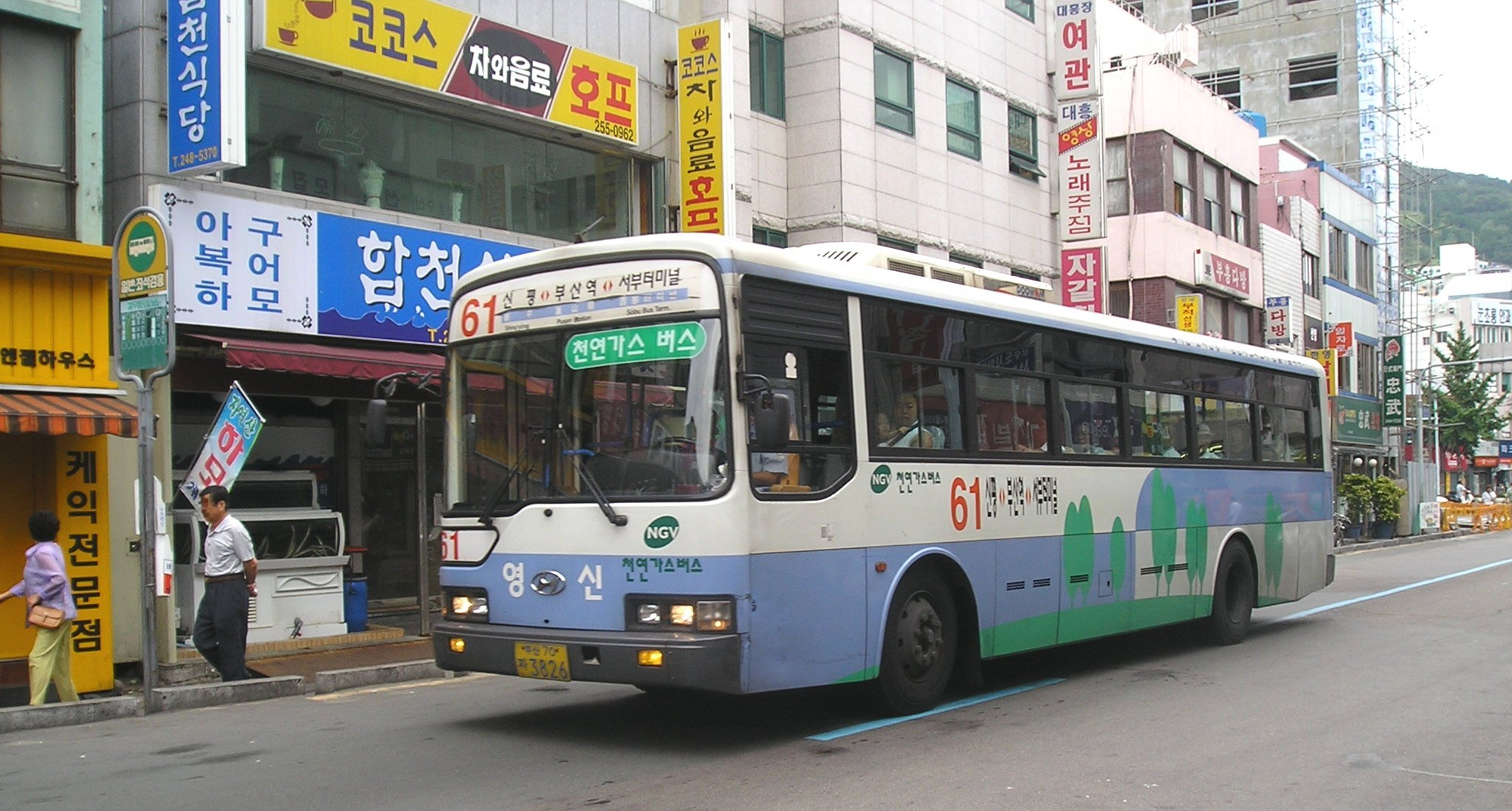
부산시내버스 61번
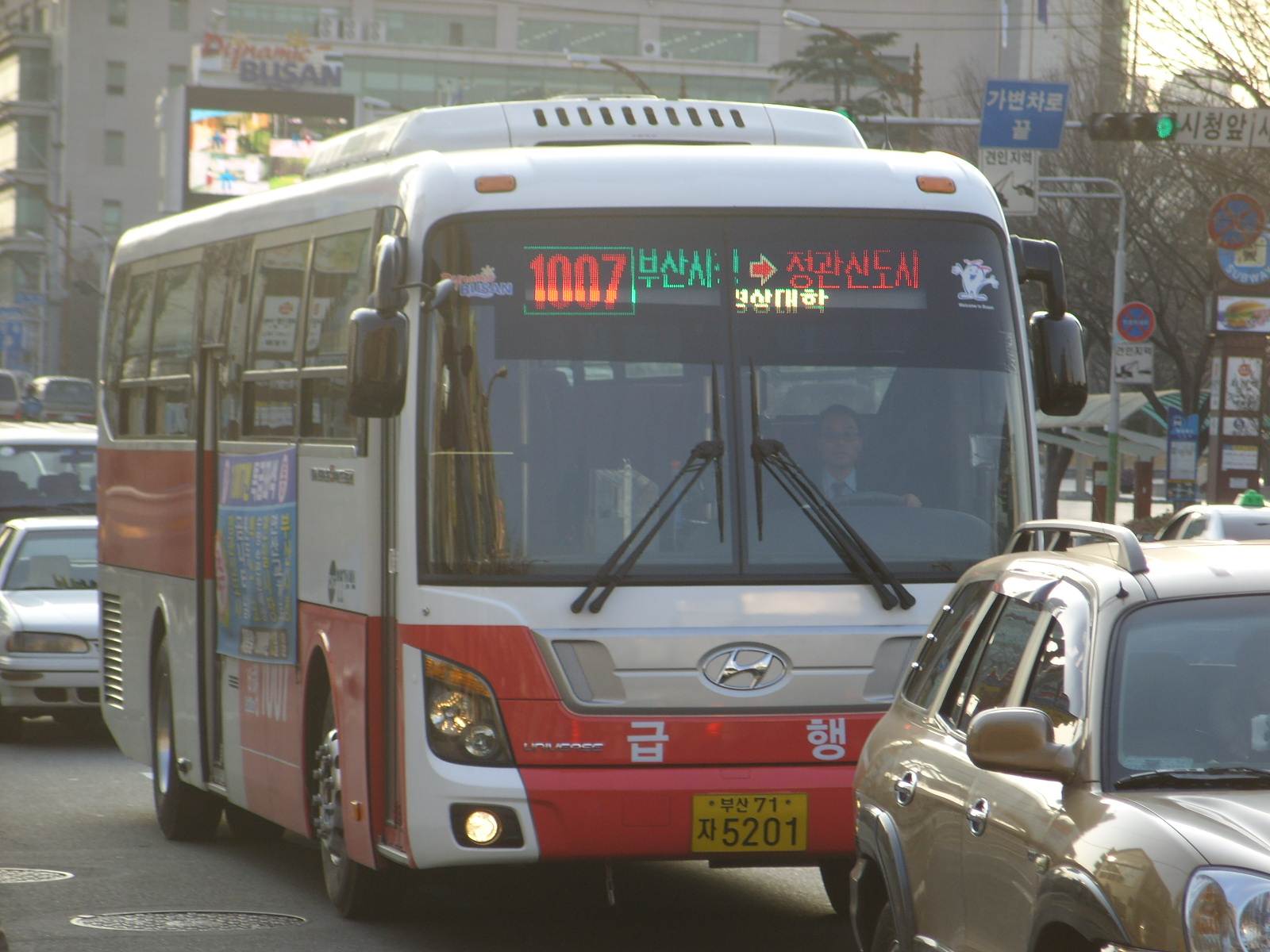
부산시내버스 1007번 (지금의 부산시내버스 107번)
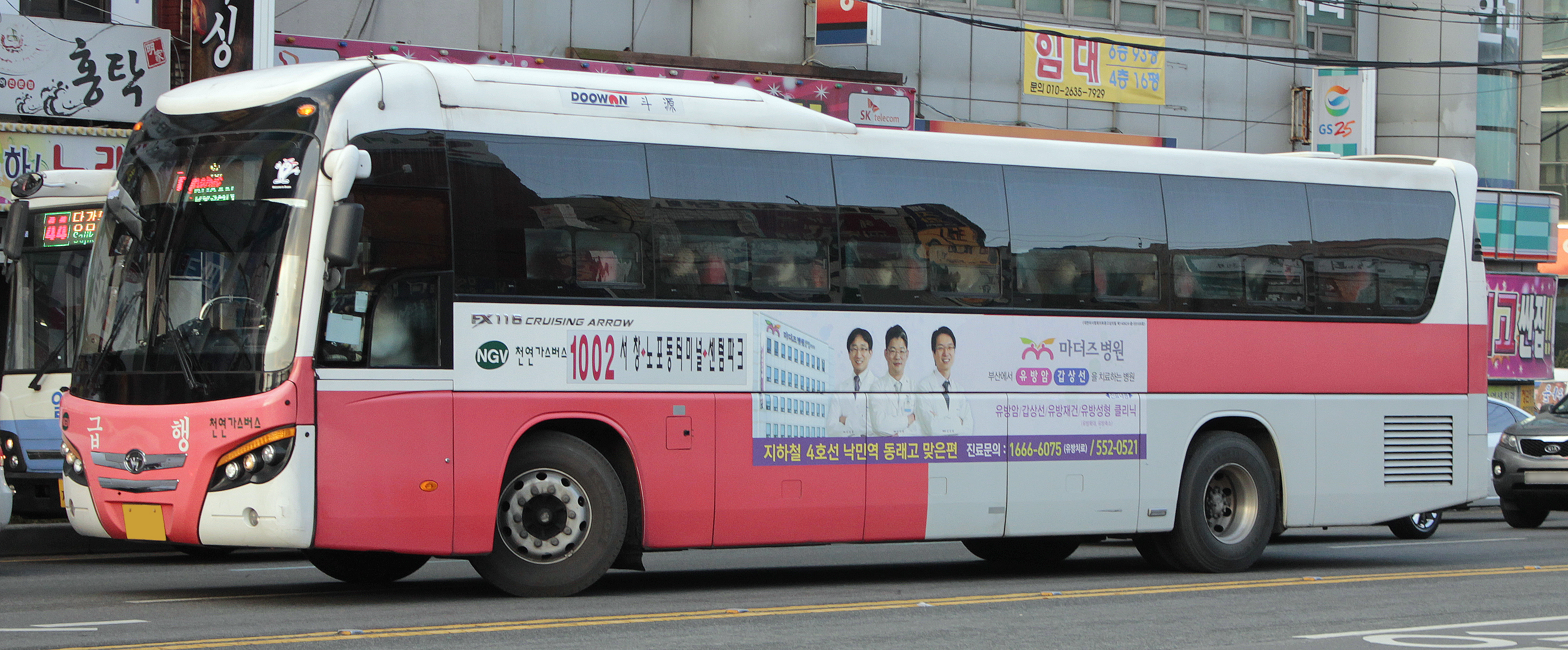
부산시내버스 1002번
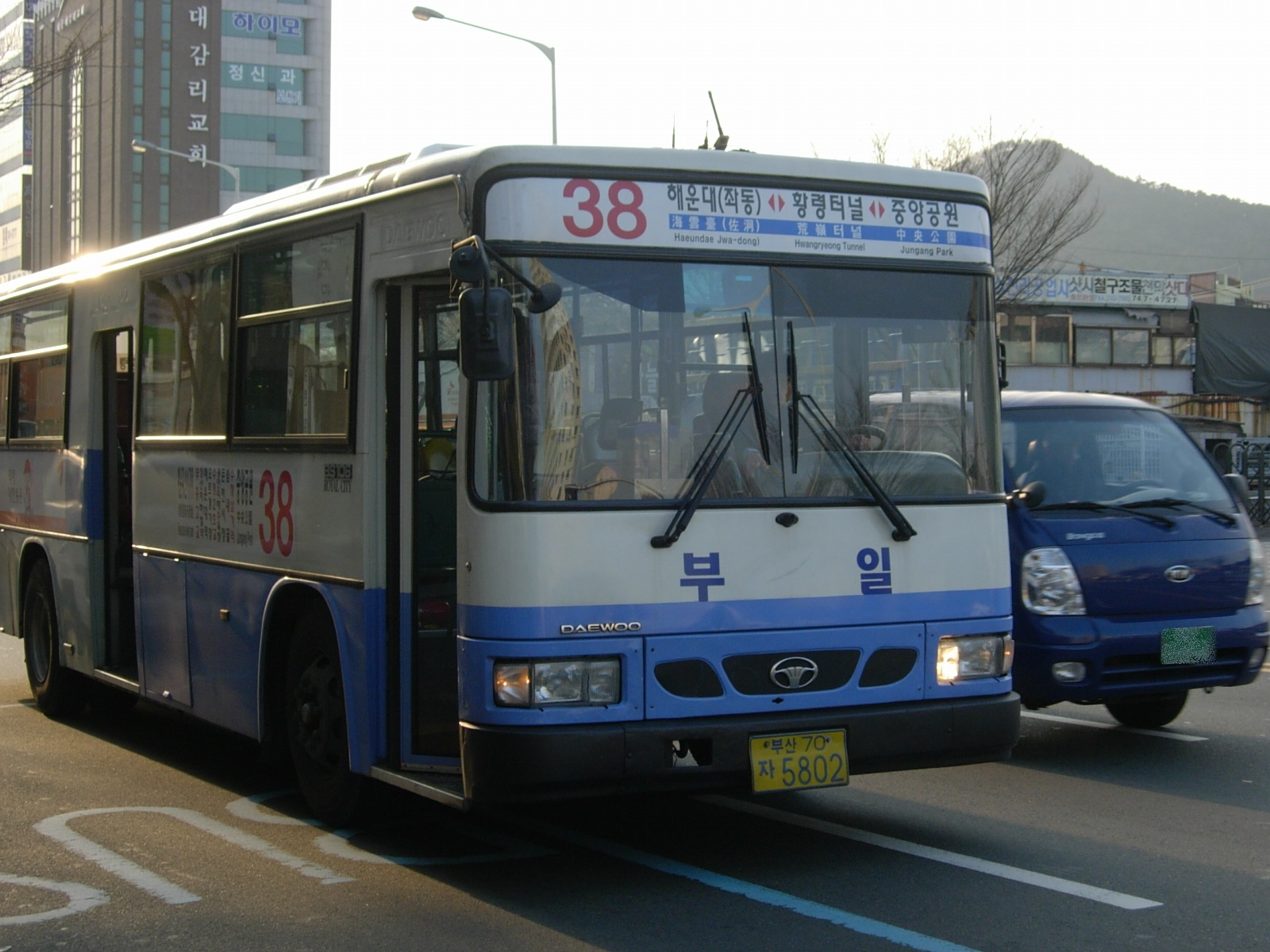
부산시내버스 38번
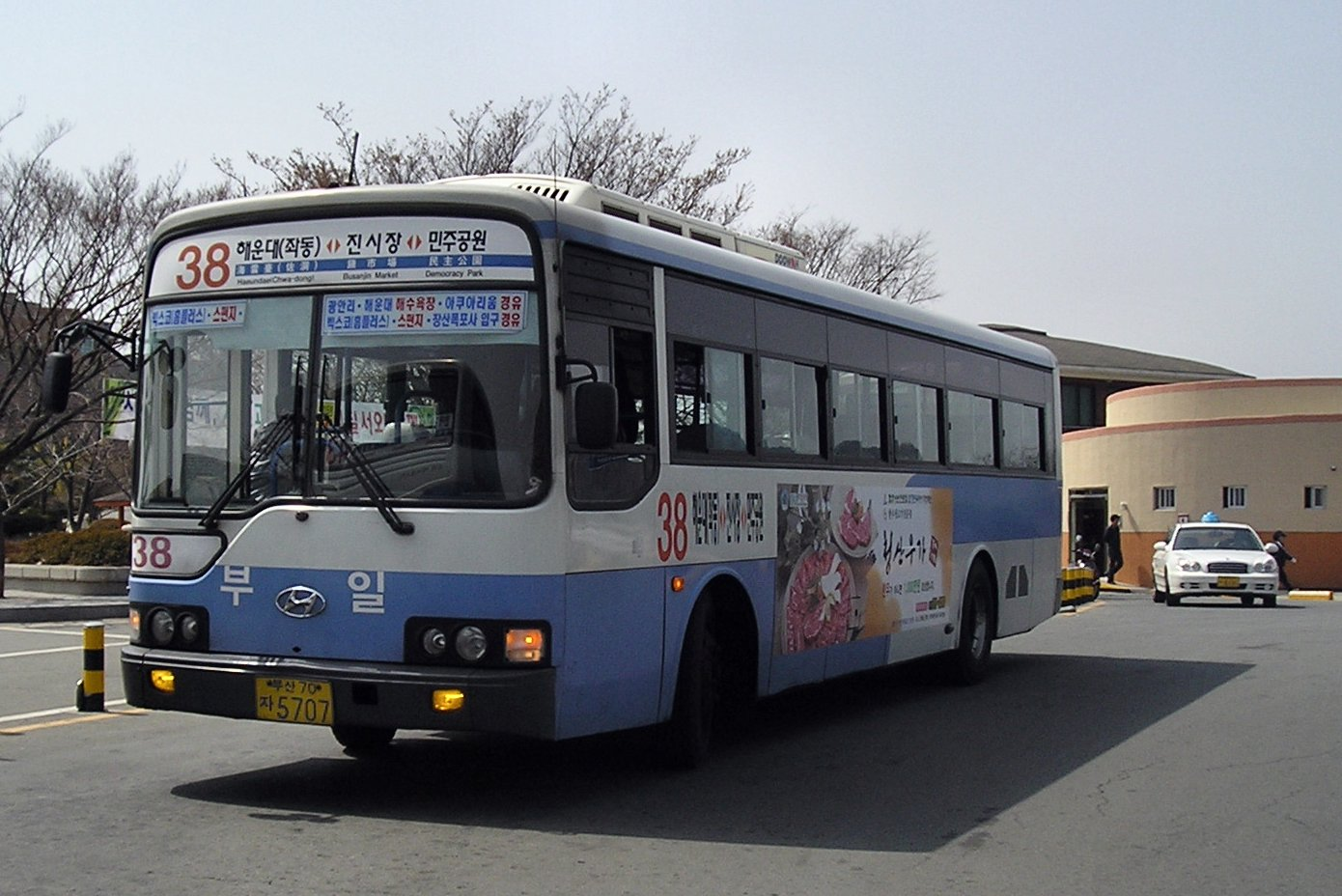
부산시내버스 38번 진시장을 경유하던 시절 모습)
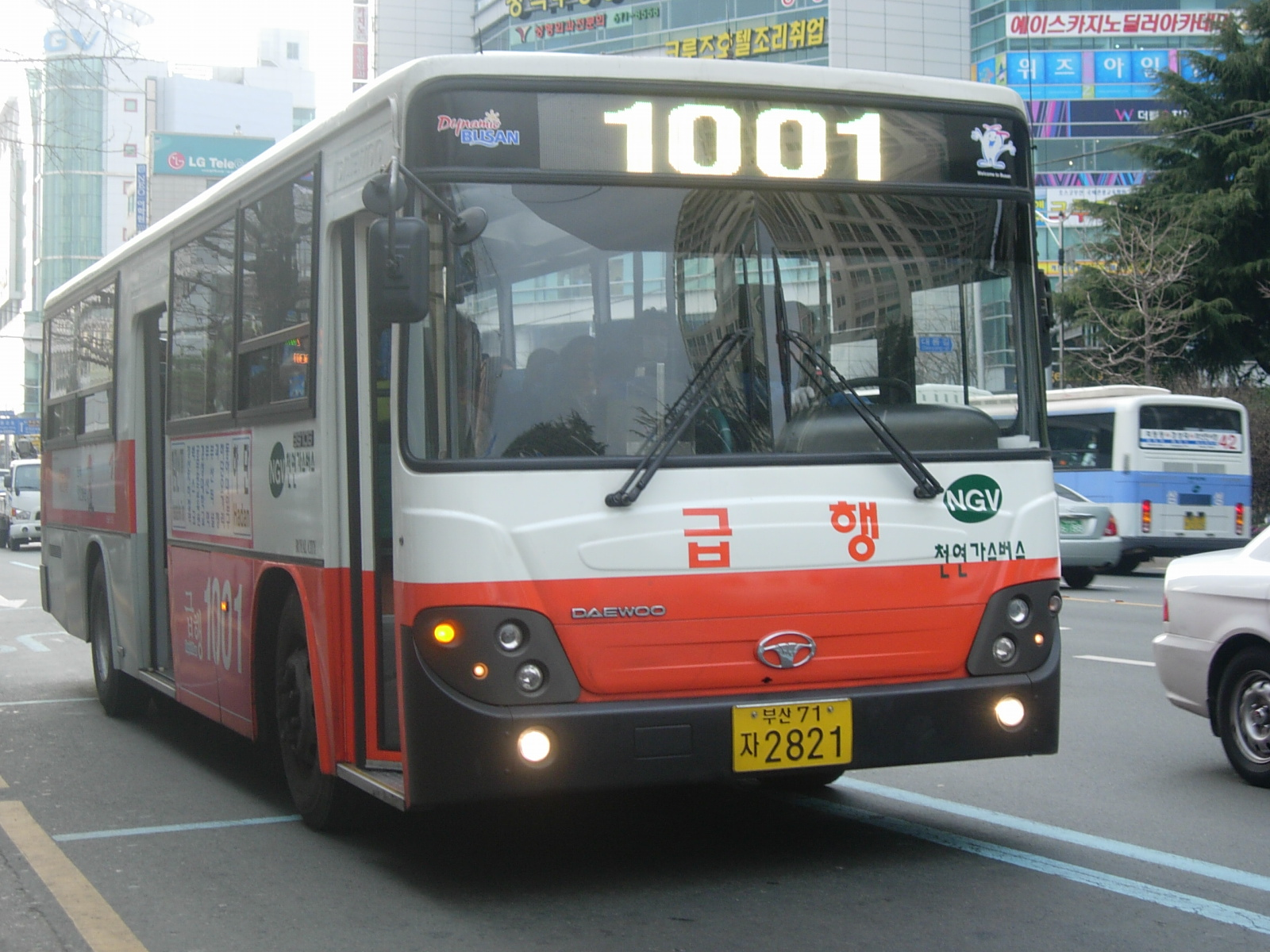
부산시내버스 급행 1001번
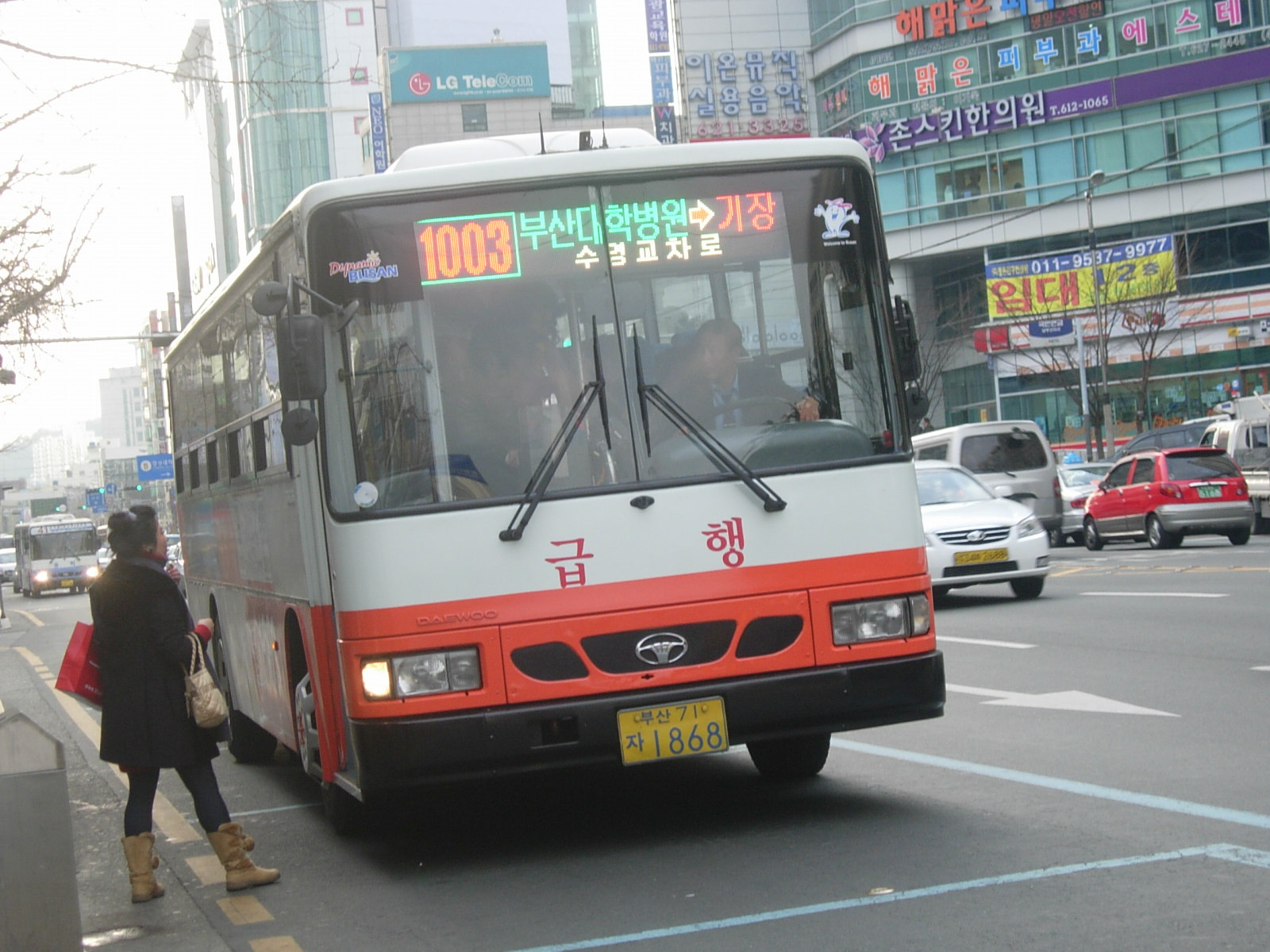
부산시내버스 급행 1003번
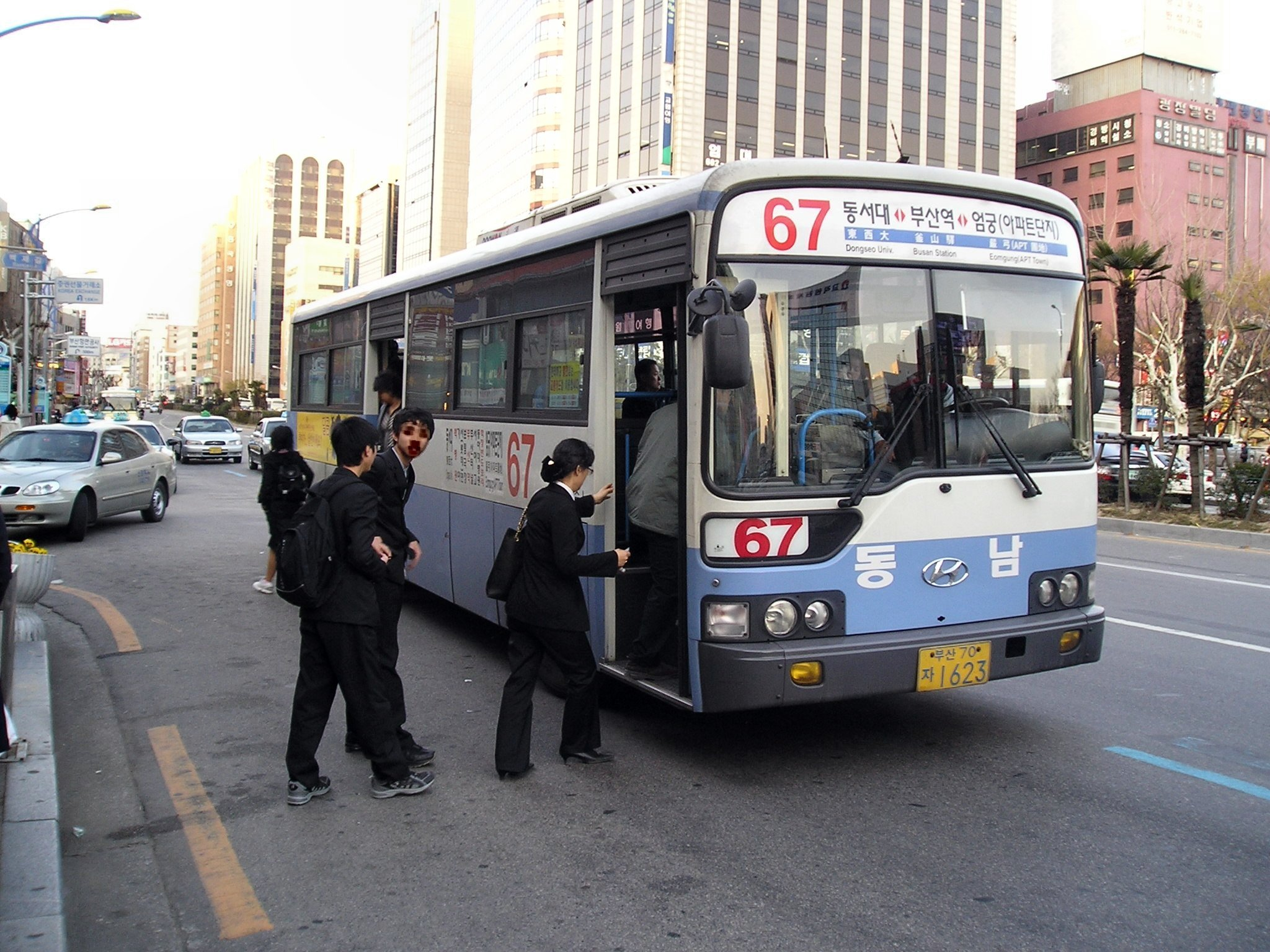
부산시내버스 67번
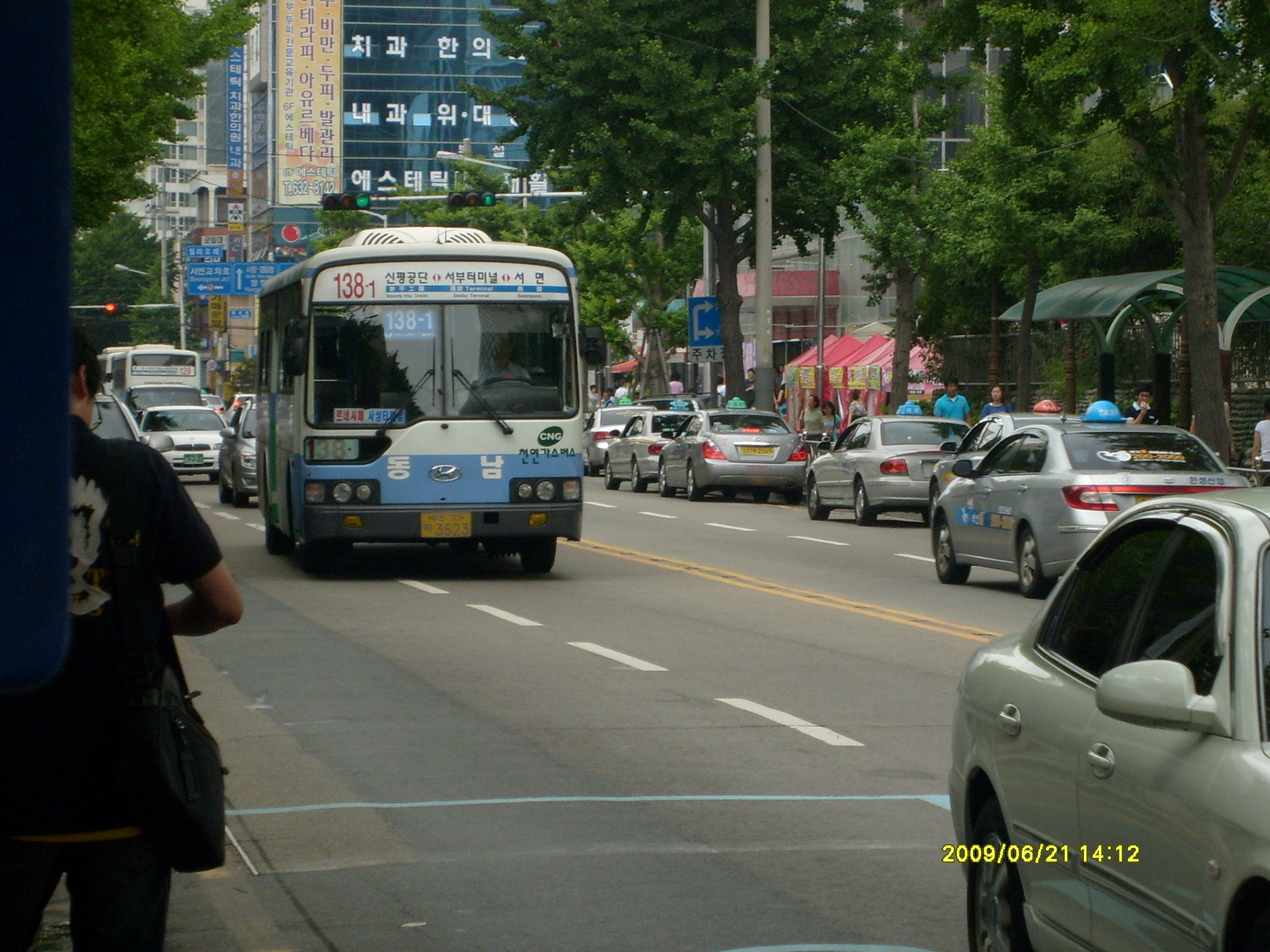
부산시내버스 138-1번
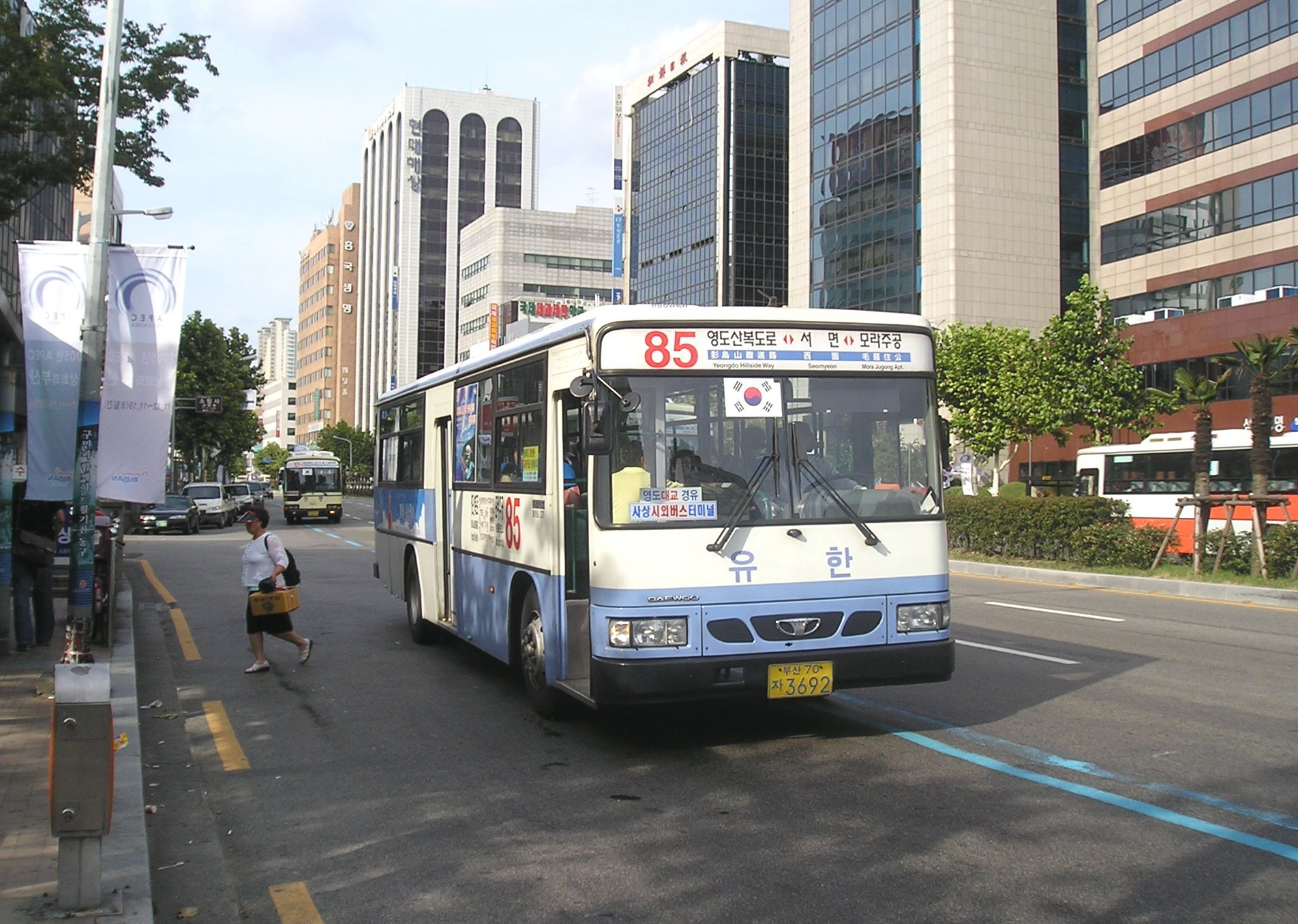
중앙대로를 운행하고 있는 부산시내버스 85번
부산 급행버스 1004번의 예전 모습